# Liste der Kulturdenkmale in Lindenau (Leipzig)
Die Liste der Kulturdenkmale in Lindenau (Leipzig) enthält die Kulturdenkmale des Leipziger Ortsteils „Lindenau“ der Gemarkung Lindenau, die in der Denkmalliste vom Landesamt für Denkmalpflege Sachsen mit Stand vom 2017 erfasst wurden.

## Legende
- Bild: Bild des Kulturdenkmals, ggf. zusätzlich mit einem Link zu weiteren Fotos des Kulturdenkmals im Medienarchiv Wikimedia Commons. Wenn man auf das Kamerasymbol klickt, können Fotos zu Kulturdenkmalen aus dieser Liste hochgeladen werden:
- Bezeichnung: Denkmalgeschützte Objekte und ggf. Bauwerksname des Kulturdenkmals
- Lage: Straßenname und Hausnummer oder Flurstücknummer des Kulturdenkmals. Die Grundsortierung der Liste erfolgt nach dieser Adresse. Der Link (Karte) führt zu verschiedenen Kartendiensten mit der Position des Kulturdenkmals. Fehlt dieser Link, wurden die Koordinaten noch nicht eingetragen. Sind diese bekannt, können sie über ein Tool mit einer Kartenansicht einfach nachgetragen werden. In dieser Kartenansicht sind Kulturdenkmale ohne Koordinaten mit einem roten bzw. orangen Marker dargestellt und können durch Verschieben auf die richtige Position in der Karte mit Koordinaten versehen werden. Kulturdenkmale ohne Bild sind an einem blauen bzw. roten Marker erkennbar.
- Datierung: Baubeginn, Fertigstellung, Datum der Erstnennung oder grobe zeitliche Einordnung entsprechend des Eintrags in der sächsischen Denkmaldatenbank
- Beschreibung: Kurzcharakteristik des Kulturdenkmals entsprechend des Eintrags in der sächsischen Denkmaldatenbank, ggf. ergänzt durch die dort nur selten veröffentlichten Erfassungstexte oder zusätzliche Informationen
- ID: Vom Landesamt für Denkmalpflege Sachsen vergebene, das Kulturdenkmal eindeutig identifizierende Objekt-Nummer. Der Link führt zum PDF-Denkmaldokument des Landesamtes für Denkmalpflege Sachsen. Bei ehemaligen Kulturdenkmalen können die Objektnummern unbekannt sein und deshalb fehlen bzw. die Links von aus der Datenbank entfernten Objektnummern ins Leere führen. Ein ggf. vorhandenes Icon  führt zu den Angaben des Kulturdenkmals bei Wikidata.

## Liste der Kulturdenkmale in Lindenau
| Bild                                    | Bezeichnung | Lage                                                             | Datierung | Beschreibung | ID       |
| --------------------------------------- | --- | ---------------------------------------------------------------- | --- | --- | -------- |
| Direkt Bild zu diesem Denkmal hochladen | Sachgesamtheitsbestandteil der Sachgesamtheit Plagwitz-Lindenauer Industriebahn, mit folgendem Einzeldenkmal: ehemalige Eisenbahnbrücke (siehe Einzeldenkmalliste – Obj. 09305215), sowie Gleisanlagen bzw. Verlauf der Industriegleise (als Sachgesamtheitsteile) – (siehe auch Sachgesamtheitsliste, OT Plagwitz – Obj. 09262777) | (Karte)                                                          | 1879, später erweitert (Eisenbahnanlage)                                                                              | eine Anschlussbahn in den Ortsteilen Lindenau, Neulindenau, Plagwitz und Schönau, die mit der industriellen Entwicklung und besonders mit dem Karl-Heine-Kanal und dem Ausbau des Leipziger Hafens in Verbindung stehen, ortsentwicklungsgeschichtlich und technikgeschichtlich von Bedeutung | 09305231 |
| Weitere Bilder                          | Sachgesamtheitsbestandteil Karl-Heine-Kanal: Kanal und Uferbefestigungen (als Sachgesamtheitsteile) – (siehe auch Sachgesamtheitsliste, OT Plagwitz – Obj. 09290819) | (Karte)                                                          | 1856–1864 (Kanal) | künstlich angelegte Wasserstraße, von zahlreichen Brücken überspannt, initiiert von Dr. Karl Heine (1819–1888), Fabrikant und Politiker, Schöpfer der Leipziger Westvorstadt, ortshistorische und technikgeschichtliche Bedeutung | 09305324 |
| Weitere Bilder                          | Einzeldenkmal der Sachgesamtheit Plagwitz-Lindenauer Industriebahn: ehemalige Eisenbahnbrücke des Industriegleises über den Karl-Heine-Kanal (siehe auch Sachgesamtheitsliste – Obj. 09305231) | (Karte)                                                          | um 1885 (Eisenbahnbrücke)                                                                                             | vierbogige Ziegel- und Naturstein-Brücke, Zonengewölbe, baugeschichtlich, eisenbahngeschichtlich und ortsentwicklungsgeschichtlich von Bedeutung | 09305215 |
| Weitere Bilder                          | Sachgesamtheitsbestandteil der Sachgesamtheit Richard-Wagner-Hain (Park in den Stadtteilen Lindenau und Zentrum-West), mit den Einzeldenkmalen: Pergola und westliche Uferterrasse mit Freitreppe zum Wasser (siehe Einzeldenkmalliste – Obj. 09305237, OT Lindenau, Jahnallee), weiterhin Parkanlage und als Sachgesamtheitsteile: ehemaliges Altenheim und weitere Gebäude (OT Lindenau, Am Elsterwehr 8, 10 und 12) – (siehe auch Sachgesamtheitsliste, OT Zentrum-West, Jahnallee – Obj. 09299063) | Am Elsterwehr 8; 10; 12 (Karte)                                  | 1932–1938 (Richard-Wagner-Hain)                                                                                       | architektonisch gestaltete monumentale Parkanlage, auch Allinger-Anlage genannt, Gartenarchitekt: Gustav Allinger, der Park angelegt im Zusammenhang mit dem nicht vollendeten Richard-Wagner-Nationaldenkmal, Anlage in wesentlicher Grundstruktur erhalten, in seiner Raumbildung, Flächengliederung und Bodenmodellierung, mit Rasenparterres, Böschungen, Wege- und Platzflächen inklusive Treppenanlagen und Wasserbecken, struktur- und raumbildender Bepflanzung und Ausstattungselementen sowie Sichtachsen innerhalb der Anlage und Blickbeziehungen zwischen Elsterflutbecken im westlichen und östlichen Bereich, in den 1950er Jahren Einbeziehung des Richard-Wagner-Hains in den Zentralen Kulturpark »Clara Zetkin«, geschichtliche, gartenkünstlerische, wissenschaftliche und städtebauliche Bedeutung | 09305235 |
|                                         | Brückenpfeiler der ehemaligen Straßenbrücke über den Karl-Heine-Kanal | Aurelienstraße (Karte)                                           | 1885, Brückenpfeiler (Brückenteil)                                                                                    | ortsgeschichtlich von Bedeutung | 09292611 |
|                                         | Mietshaus in halboffener Bebauung und in Ecklage, mit seitlicher Pforte zum Hof | Aurelienstraße 1 (Karte)                                         | um 1900 (Mietshaus)                                                                                                   | repräsentative neobarocke Putzfassade, eiserne Kellerschranke, baugeschichtlich von Bedeutung | 09298582 |
| Weitere Bilder                          | Wohnhaus in offener Bebauung und in Ecklage, mit Garten | Aurelienstraße 2 (Karte)                                         | um 1880 (Wohnhaus) | geglättete Putzfassade mit Veranda/Wintergarten zum Hof, reicher Deckenstuck in den Wohnungen, baugeschichtlich von Bedeutung | 09298578 |
| Weitere Bilder                          | Mietshaus in offener Bebauung und in Ecklage | Aurelienstraße 4 (Karte)                                         | um 1900 (Mietshaus)                                                                                                   | mit Eckladen, prachtvolle Putzfassade mit Balkons, farbig verglaste Treppenhausfenster, Stuck und Holzverkleidung im Eingangsbereich, baugeschichtlich von Bedeutung | 09292585 |
|                                         | Mietshaus in ehemals geschlossener Bebauung | Aurelienstraße 8 (Karte)                                         | bezeichnet 1895 (Mietshaus)                                                                                           | Klinkerfassade mit zwei Erkern, Windfangtür, baugeschichtlich von Bedeutung | 09292586 |
|                                         | Mietshaus in ehemals geschlossener Bebauung | Aurelienstraße 15 (Karte)                                        | um 1900 (Mietshaus)                                                                                                   | Klinkerfassade, baugeschichtlich von Bedeutung | 09292587 |
|                                         | Mietshaus in geschlossener Bebauung in Ecklage | Aurelienstraße 23 (Karte)                                        | um 1880 (Mietshaus)                                                                                                   | ehemals mit Laden, Putzfassade, baugeschichtlich von Bedeutung | 09292589 |
|                                         | Mietshaus in ehemals geschlossener Bebauung und in Ecklage | Aurelienstraße 24 (Karte)                                        | bezeichnet 1884 (Mietshaus)                                                                                           | Putzfassade mit Stuck- und Sandsteingliederung, baugeschichtlich von Bedeutung | 09292590 |
|                                         | Mietshaus in ehemals geschlossener Bebauung | Aurelienstraße 25 (Karte)                                        | nach 1870 (Mietshaus)                                                                                                 | ehemals mit Laden, Putzfassade, baugeschichtlich von Bedeutung | 09292591 |
| Direkt Bild zu diesem Denkmal hochladen | Mietshaus in geschlossener Bebauung und Hofpflasterung | Aurelienstraße 26 (Karte)                                        | um 1890 (Mietshaus)                                                                                                   | mit Tordurchfahrt, Putzfassade, qualitätvolle Holzverkleidung der Dachhäuser, eisernes Hoftor, baugeschichtlich von Bedeutung | 09292592 |
|                                         | Mietshaus (Nr. 28) in geschlossener Bebauung, Hofpflasterung und Werkstattgebäude (Nr. 30) im Hof | Aurelienstraße 28; 30 (Karte)                                    | um 1895 (Mietshaus)                                                                                                   | Vorderhaus mit Tordurchfahrt, historisierende Klinkerfassade, eisernes Haustor, Holzpaneele in der Tordurchfahrt, Schablonenmalerei, baugeschichtlich von Bedeutung | 09292594 |
|                                         | Mietshaus in geschlossener Bebauung | Aurelienstraße 29 (Karte)                                        | um 1880 (Mietshaus)                                                                                                   | historisierende Putzfassade, Hausdurchgang mit eisernem Tor und Auslegern, baugeschichtlich von Bedeutung | 09292595 |
| Direkt Bild zu diesem Denkmal hochladen | Mietshaus in geschlossener Bebauung | Aurelienstraße 34 (Karte)                                        | um 1912 (Mietshaus)                                                                                                   | Putzfassade mit breitem Erker, Windfangtür, Terrazzo im Eingangsbereich, bleiverglaste Treppenhausfenster, Reformstil-Architektur, baugeschichtlich von Bedeutung | 09292596 |
|                                         | Mietshaus in geschlossener Bebauung und in Ecklage | Aurelienstraße 35 (Karte)                                        | um 1880 (Mietshaus)                                                                                                   | mit Tordurchfahrt und ehemals mit Eckladen, Putzfassade, baugeschichtlich von Bedeutung | 09292597 |
|                                         | Mietshaus in geschlossener Bebauung | Aurelienstraße 37 (Karte)                                        | 1888 nach Auskunft (Mietshaus)                                                                                        | mit Tordurchfahrt, ehemals mit Laden, Klinkerfassade, baugeschichtlich von Bedeutung | 09292598 |
|                                         | Mietshaus in geschlossener Bebauung | Aurelienstraße 39 (Karte)                                        | bezeichnet 1888 (Mietshaus)                                                                                           | mit Tordurchfahrt und ehemals mit Laden, Klinkerfassade, Holzverkleidung in der Tordurchfahrt, baugeschichtlich von Bedeutung | 09292599 |
|                                         | Mietshaus in geschlossener Bebauung und in Ecklage | Aurelienstraße 41 (Karte)                                        | um 1890 (Mietshaus)                                                                                                   | mit Tordurchfahrt und Läden, Klinkerfassade, baugeschichtlich von Bedeutung | 09292600 |
|                                         | Mietshaus in geschlossener Bebauung | Aurelienstraße 45 (Karte)                                        | um 1880 (Mietshaus)                                                                                                   | Putzfassade, baugeschichtlich von Bedeutung | 09292219 |
| Direkt Bild zu diesem Denkmal hochladen | Mietshaus in geschlossener Bebauung | Aurelienstraße 46 (Karte)                                        | um 1890 (Mietshaus)                                                                                                   | mit Tordurchfahrt, ehemals mit Laden, Putzfassade, baugeschichtlich von Bedeutung | 09292601 |
|                                         | Mietshaus in geschlossener Bebauung | Aurelienstraße 47 (Karte)                                        | um 1890 (Mietshaus)                                                                                                   | mit Tordurchfahrt, Klinkerfassade, qualitätvolle Haustür, baugeschichtlich von Bedeutung | 09292602 |
| Direkt Bild zu diesem Denkmal hochladen | Mietshaus in geschlossener Bebauung und in Ecklage | Aurelienstraße 48 (Karte)                                        | um 1890 (Mietshaus)                                                                                                   | mit Laden, Putzfassade, baugeschichtlich von Bedeutung | 09292603 |
|                                         | Mietshaus in geschlossener Bebauung | Aurelienstraße 49 (Karte)                                        | um 1890 (Mietshaus)                                                                                                   | reich dekorierte Putzfassade, Windfangtür mit geätzter Verglasung, baugeschichtlich von Bedeutung | 09292604 |
| Weitere Bilder                          | Kirche (Nr. 52, mit Ausstattung) und ehemaliges Pfarrhaus (Nr. 54), Vorplatzpflasterung und Einfriedung, Stützmauer zum Kanal sowie Vorgarten und Vorplatz | Aurelienstraße 52; 54 (Karte)                                    | 1908–1910 (Kirche), 1913 (Taufe), 1910 (Orgel), 1908 (Glocke), 1936/1937 (Kirchenfenster)                             | stadtbildprägende Kirchenanlage zwischen Karl-Heine-Kanal und Helmholtzstraße, zwischen Späthistorismus und Reformstil, Architekt: Alfred Müller, baugeschichtlich, ortsgeschichtlich, ortsbildprägend und künstlerisch von Bedeutung | 09292605 |
| Weitere Bilder                          | Mietshaus (Nr. 56) in halboffener Bebauung und angrenzendes Fabrikgebäude (Nr. 56a) zum Hof | Aurelienstraße 56; 56a (Karte)                                   | um 1900 (Mietshaus)                                                                                                   | Vorderhaus mit Laden, Klinkerfassade, baugeschichtlich von Bedeutung | 09292606 |
|                                         | Mietshaus in ehemals geschlossener Bebauung | Aurelienstraße 58 (Karte)                                        | um 1895 (Mietshaus)                                                                                                   | historisierende Putzfassade, baugeschichtlich von Bedeutung | 09299592 |
|                                         | Mietshaus in geschlossener Bebauung und in Ecklage | Aurelienstraße 59 (Karte)                                        | 1889–1890 (Mietshaus)                                                                                                 | mit Tordurchfahrt, Putzfassade, baugeschichtlich von Bedeutung In unmittelbarer Nähe zum Karl-Heine-Kanal gelegen und gegenüber dem eindrucksvollen Komplex von Philippuskirche, Kirchturm und direkt angrenzendem Gemeindehaus präsentiert sich das Mietshaus mit Putzfassade und Resten von Historismusdekor. Der Lindenauer Bauunternehmer Gustav Adolf Endert steht für die Beantragung eines Vorder- und Seitenwohngebäude im September 1889, für die Umsetzung des Vorhabens zwischen Februar und Juli 1890 Zimmermeister Johann Gottlieb Schurig und Milchhändler August Lummitzsch. 1905 ist Privata Bertha Röber Besitzerin des Grundstücks, 1919 Bäckermeister Wilhelm August Reinhardt und ab 1922 genannt der Kesselschmied Friedrich Albin Goldacker in Eythra. Oktober 1938 wurde der „Verputz und Anstrich der Schauseiten“ genehmigt, 1997 der Einbau einer Heizungsanlage. Die Erschließung des Hofbereiches und Seitenflügels erfolgte vermittels einer Tordurchfahrt. Prägend für das Erscheinungsbild der Fassade sind Gesimse und eine markante Eckbetonung durch ein Dachhaus, Risalitausbildung und ehemals einen über Eck geführten Laden. Verdachungen besitzen die Fensterreihen der beiden mittleren Etagen, Stuckkonsolen die Traufzone. Die Putzfassade ist in Teilen vereinfacht, die Stuckplatten über den Fenstern wurden wohl schon 1938 entfernt. Freundlich wirkt das unverputzte Bruchsteinmauerwerk des Sockels, wohingegen die sehr einfachen Fenster und der stark veränderte Traufkasten das Erscheinungsbild des Hauses trüben. Weitgehend entwertet zeigt sich die zum Kanal gelegene Fassade durch drei vorgestellte Balkonanlagen. Baugeschichtlich von Interesse, städtebaulich recht wirkungsvoll. LfD/2018 | 09292607 |
|                                         | Fabrikgebäude im Hof | Aurelienstraße 66 (Karte)                                        | um 1905 (Fabrikgebäude)                                                                                               | Klinkerfassade, ortsentwicklungsgeschichtlich von Bedeutung | 09292608 |
|                                         | Fabrikgebäude sowie Werkstattgebäude im Hof | Aurelienstraße 68 (Karte)                                        | um 1905 (Fabrikgebäude)                                                                                               | Gebäude mit roter Klinkerfassade, ortsentwicklungsgeschichtlich von Bedeutung | 09292609 |
|                                         | Wohnhaus in offener Bebauung (Lützner Straße 11) mit Anbau (Birkenstraße 1) und Gedenktafel sowie Denkmal für Ferdinand Götz | Birkenstraße 1 (Karte)                                           | vor 1823 (Wohnhaus), 1926 (Büste)                                                                                     | verputzter Fachwerkbau mit Lehmziegel-Zwischenwänden, ländliches Gebäude im alten Vorort Lindenau, Wohnort des Arztes Dr. Ferdinand Goetz (1826–1915), Mitbegründer und Vorsitzender der deutschen Turnerschaft, neben Turnvater Jahn herausragende Persönlichkeit der Sportbewegung des 19. Jahrhunderts, Götz-Büste von Bildhauer Carl Seffner, baugeschichtlich, ortsentwicklungsgeschichtlich und personengeschichtlich von Bedeutung | 09261561 |
|                                         | Wohnhaus in offener Bebauung | Birkenstraße 2 (Karte)                                           | um 1850 (Wohnhaus) | | 09292612 |
|                                         | Mietshaus in halboffener Bebauung | Birkenstraße 3 (Karte)                                           | um 1905 (Mietshaus)                                                                                                   | zeittypische Putzfassade, Terrazzo mit Mosaikeinlagen, Wandkacheln mit Fayenceband, baugeschichtlich von Bedeutung | 09292613 |
|                                         | Mietshaus in geschlossener Bebauung und Hofgebäude | Birkenstraße 5 (Karte)                                           | um 1905 (Mietshaus)                                                                                                   | Vorderhaus mit Tordurchfahrt, Putzfassade, Wintergarten um 1920, baugeschichtlich von Bedeutung | 09292615 |
|                                         | Mietshaus (Anschrift: Birkenstraße 7 und Kösner Straße 1) in halboffener Bebauung und in Ecklage | Birkenstraße 7 (Karte)                                           | um 1915 (Mietshaus)                                                                                                   | mit Eckladen, Putzfassade, Eckerker, Wohnungstüren mit Supraporten, baugeschichtlich von Bedeutung | 09298580 |
|                                         | Mietshaus in ehemals geschlossener Bebauung | Birkenstraße 8 (Karte)                                           | um 1895 (Mietshaus)                                                                                                   | mit Tordurchfahrt, Klinkerfassade, bleiverglaste Treppenhausfenster, baugeschichtlich von Bedeutung | 09292617 |
|                                         | Mietshaus in geschlossener Bebauung und in Ecklage | Birkenstraße 9 (Karte)                                           | um 1920 (Mietshaus)                                                                                                   | Putzfassade mit Erkern, Treppenhausfenster mit Resten farbiger Bleiverglasung, Wand- und Deckenstuck im Eingangsbereich, im Stil der 1920er Jahre, baugeschichtlich von Bedeutung | 09292618 |
|                                         | Mietshaus in geschlossener Bebauung, mit Anbau | Birkenstraße 15 (Karte)                                          | vor 1900 (Mietshaus)                                                                                                  | historisierende Klinkerfassade, baugeschichtlich von Bedeutung | 09292619 |
|                                         | Wohnhaus in halboffener Bebauung, mit Pflasterung der Grundstückszufahrt | Birkenstraße 18 (Karte)                                          | bezeichnet 1904 (Wohnhaus)                                                                                            | Putzfassade, Kellerfenstergitter, Gebäude in malerischer, villenartiger Gestaltung, baugeschichtlich von Bedeutung | 09298579 |
| Direkt Bild zu diesem Denkmal hochladen | Verwaltungsgebäude auf dem Gelände der Leipziger Kleinmesse | Cottaweg 5 (Karte)                                               | 1935–1936 (Bürogebäude)                                                                                               | Putzfassade mit Gebäudeinschriften, ortsgeschichtlich von Bedeutung | 09292662 |
| Direkt Bild zu diesem Denkmal hochladen | Mannschaftsgebäude und Platzwarthäuschen eines Sportplatzes | Cottaweg 9 (Karte)                                               | 1935–1936 (Freizeit- und Sportbau)                                                                                    | verbretterte Putzbauten, ortsgeschichtlich von Bedeutung Wohl nur für eine Sommernutzung entstand 1935–1936 das Clubgebäude für den Akademischen Sport-Club Leipzig e. V. durch das Leipziger Baugeschäft Eduard Steyer, der Anlass war die Verlegung der Kleinmesse auf den bisherigen Sportplatz. Entwurf und Bauleitung lagen in den Händen des renommierten Leipziger Architekten Emil Franz Hänsel. Vorgesehen im Erdgeschoss waren drei Seminarräume, ein Pausenraum, zwei Räume für Lehrkräfte, Abstellkammer und Toiletten. Sanitäre Anlagen befanden sich auch im Keller nebst einer Werkstatt und Räumen für Fußball-, Sport-, Garten- und LA-Geräte. Aus dem Jahr 1976 datieren Ausführungsunterlagen für eine Rekonstruktion des Clubgebäudes durch die Deutsche Hochschule für Körperkultur und Sport (DHfK) nach Entwurf des WTZ Sportbauten. Mit den Ausführungsarbeiten wurde der VEB Baureparaturen Leipzig-Mitte beauftragt. Das äußerlich schlichte Haus mit verputztem hohem Sockel, flach geneigtem Dach und verbrettertem Obergeschoss, das sich nach Süden mit einem breiten Fensterband zum Sportplatz hin öffnet. Unweit entfernt befindet sich das Platzmeisterhaus: ein pittoresker hölzerner Laubenbau, wohl um 1915 errichtet und später umgesetzt. LfD/2009 | 09292661 |
| Weitere Bilder                          | Apelstein Nr. 35 (N) | Endersstraße (Karte)                                             | bezeichnet 1863 (Gedenkstein), erneuert nach 1905 (Gedenkstein)                                                       | Apelstein auf gepflastertem Karrée inmitten eines kleinen Platzes, Gedenkstein zur Erinnerung an die Kämpfe der Völkerschlacht bei Leipzig 1813, die Stellungen Bertrands am 18. Oktober übernommen durch 10.000 Mann der Jungen Garde unter Marschall Motier, geschichtlich von Bedeutung | 09261195 |
|                                         | Mietshaus in halboffener Bebauung und in Ecklage | Endersstraße 1 (Karte)                                           | bezeichnet 1907 (Mietshaus)                                                                                           | Putzfassade mit zwei Erkern, Stuck im Eingangsbereich, bleiverglaste Treppenhausfenster, baugeschichtlich von Bedeutung | 09261161 |
| Weitere Bilder                          | Wohn- und Geschäftshaus (mit Postamt) in halboffener Bebauung und in Ecklage, mit Hofpflasterung und Hofgebäude | Endersstraße 3; 3a; 3b (Karte)                                   | um 1905 (Wohn- und Geschäftshaus)                                                                                     | Vorderhaus mit Tordurchfahrt, repräsentative Putzfassade, zwei Treppenhäuser, Windfangtür, ortsgeschichtlich, städtebaulich und baugeschichtlich von Bedeutung | 09261163 |
|                                         | Mietshaus (mit Konditorei) in geschlossener Bebauung und in Ecklage | Endersstraße 5 (Karte)                                           | um 1910 (Mietshaus)                                                                                                   | Putzfassade mit mehreren Erkern, Windfangtür, bleiverglaste Treppenhausfenster, Wandgliederung im Eingangsbereich, Reformstil-Architektur, städtebaulich und baugeschichtlich von Bedeutung | 09261165 |
|                                         | Mietshaus in geschlossener Bebauung und in Ecklage | Endersstraße 6 (Karte)                                           | um 1895 (Mietshaus)                                                                                                   | mit Tordurchfahrt und Laden, kräftig gestaltete, historisierende Klinkerfassade, Eckbetonung, baugeschichtlich von Bedeutung | 09261166 |
|                                         | Mietshaus in geschlossener Bebauung | Endersstraße 7 (Karte)                                           | um 1910 (Mietshaus)                                                                                                   | mit Läden, Putzfassade, bleiverglaste Treppenhausfenster, schöne Wandkacheln und Stuck im Eingangsbereich, Reformstil-Architektur, baugeschichtlich von Bedeutung | 09261167 |
|                                         | Mietshaus in geschlossener Bebauung | Endersstraße 8 (Karte)                                           | um 1880 (Mietshaus)                                                                                                   | mit Tordurchfahrt, historistische Putzfassade, geätzte Verglasung im Oberlicht des Tores, Pilaster- und Blendarkadengliederung in der Tordurchfahrt, baugeschichtlich von Bedeutung | 09261168 |
| Weitere Bilder                          | Mietshaus in geschlossener Bebauung und in Ecklage | Endersstraße 9 (Karte)                                           | um 1905 (Mietshaus)                                                                                                   | ehemals mit Läden, Putzfassade, Jugendstilstuck im Eingangsbereich, bleiverglaste Treppenhausfenster, baugeschichtlich von Bedeutung | 09261169 |
|                                         | Mietshaus in geschlossener Bebauung | Endersstraße 10 (Karte)                                          | um 1890 (Mietshaus)                                                                                                   | mit Tordurchfahrt und ehemals mit Läden, historisierende Putzfassade, baugeschichtlich von Bedeutung | 09294647 |
|                                         | Mietshaus in geschlossener Bebauung | Endersstraße 11 (Karte)                                          | um 1900 (Mietshaus)                                                                                                   | sparsam dekorierte Klinkerfassade, baugeschichtlich von Bedeutung | 09261170 |
|                                         | Mietshaus in geschlossener Bebauung | Endersstraße 13 (Karte)                                          | bezeichnet 1897 (Mietshaus)                                                                                           | reich gestaltete, historisierende Putz-Klinker-Fassade, Stuck im Eingangsbereich, baugeschichtlich von Bedeutung | 09261171 |
|                                         | Doppelmietshaus (mit GutsMuthsstraße 10) in geschlossener Bebauung | Endersstraße 14 (Karte)                                          | um 1900 (Doppelmietshaus)                                                                                             | mit Läden, schlichte Klinkerfassade, baugeschichtlich von Bedeutung | 09261173 |
|                                         | Mietshaus in geschlossener Bebauung | Endersstraße 15 (Karte)                                          | um 1900 (Mietshaus)                                                                                                   | reich gestaltete, historisierende Putz-Klinker-Fassade, Stuck im Eingangsbereich, baugeschichtlich von Bedeutung | 09261174 |
|                                         | Mietshaus in geschlossener Bebauung (bauliche Einheit mit Nr. 18) | Endersstraße 16 (Karte)                                          | um 1900 (Mietshaus)                                                                                                   | Klinkerfassade, Stuck im Eingangsbereich, Treppenhausfenster mit Resten farbiger Bleiverglasung, baugeschichtlich von Bedeutung | 09261175 |
| Weitere Bilder                          | Mietshaus in geschlossener Bebauung und in Ecklage | Endersstraße 17 (Karte)                                          | um 1900 (Mietshaus)                                                                                                   | mit Eckladen, historisierende Putzfassade, Wand- und Deckenstuck im Eingangsbereich, baugeschichtlich von Bedeutung | 09261176 |
|                                         | Mietshaus in geschlossener Bebauung (bauliche Einheit mit Nr. 16) und Hofpflasterung | Endersstraße 18 (Karte)                                          | um 1900 (Mietshaus)                                                                                                   | mit Tordurchfahrt, Klinkerfassade, eisernes Tor, baugeschichtlich von Bedeutung | 09261177 |
|                                         | Mietshaus (Anschrift: Endersstraße 19 und GutsMuthsstraße 12) in halboffener Bebauung und in Ecklage | Endersstraße 19 (Karte)                                          | um 1900 (Mietshaus)                                                                                                   | mit Läden, Klinkerfassade, Stuck und Holztäfelung im Eingangsbereich, Reste bleiverglaster Treppenhausfenster, baugeschichtlich von Bedeutung | 09261178 |
|                                         | Mietshaus in geschlossener Bebauung | Endersstraße 20 (Karte)                                          | um 1900 (Mietshaus)                                                                                                   | gut gegliederte Klinkerfassade, Stuck im Eingangsbereich, baugeschichtlich von Bedeutung | 09261179 |
|                                         | Mietshaus in halboffener Bebauung | Endersstraße 21 (Karte)                                          | um 1890 (Mietshaus)                                                                                                   | mit Tordurchfahrt, markant gestaltete Putz-Klinker-Fassade, baugeschichtlich von Bedeutung | 09261180 |
|                                         | Mietshaus in halboffener Bebauung | Endersstraße 22 (Karte)                                          | 1902 (Mietshaus) | weiße Verblendziegelfassade mit zwei Erkern, Stuck im Eingangsbereich und Treppenhaus, im Stil des Späthistorismus, baugeschichtlich von Bedeutung | 09261181 |
|                                         | Mietshaus in geschlossener Bebauung | Endersstraße 23 (Karte)                                          | bezeichnet 1902 (Mietshaus)                                                                                           | mit Laden, markant gestaltete Putz-Klinker-Fassade, Stuck im Eingangsbereich, baugeschichtlich von Bedeutung | 09261182 |
|                                         | Mietshaus in geschlossener Bebauung | Endersstraße 25 (Karte)                                          | um 1890 (Mietshaus)                                                                                                   | historisierende Klinkerfassade, Stuck und Holztäfelung im Eingangsbereich, baugeschichtlich von Bedeutung | 09261185 |
| Weitere Bilder                          | Verwaltungsgebäude einer Fabrik in halboffener Bebauung, ursprünglich wohl Mietshaus | Endersstraße 26 (Karte)                                          | um 1900 (Verwaltungsgebäude)                                                                                          | Klinkerfassade, ortsgeschichtlich von Bedeutung | 09261186 |
|                                         | Verwaltungsgebäude einer Fabrik in geschlossener Bebauung, ursprünglich wohl Mietshaus | Endersstraße 26a (Karte)                                         | um 1900 (Verwaltungsgebäude)                                                                                          | Klinkerfassade, ortsgeschichtlich von Bedeutung | 09261188 |
| Weitere Bilder                          | Mietshaus in geschlossener Bebauung und Waschhausgebäude im Hof | Endersstraße 27 (Karte)                                          | bezeichnet 1901 (Mietshaus)                                                                                           | Mietshaus mit weißer Verblendziegelfassade, im Stil des Historismus, Stuck im Eingangsbereich, baugeschichtlich von Bedeutung | 09261187 |
|                                         | Zwei Fabrikgebäude in geschlossener Bebauung | Endersstraße 28; 30 (Karte)                                      | um 1905 (Fabrikgebäude)                                                                                               | Klinkerfassade, ehemals Firmeninschrift, ortsgeschichtlich von Bedeutung | 09261190 |
|                                         | Mietshaus in geschlossener Bebauung | Endersstraße 29 (Karte)                                          | bezeichnet 1901 (Mietshaus)                                                                                           | weiße Verblendziegelfassade, im Stil des Historismus, Stuck im Eingangsbereich, Windfangtür, baugeschichtlich von Bedeutung | 09261189 |
| Weitere Bilder                          | Kath.-Apost. Kirche | Endersstraße 31 (Karte)                                          | 1899–1900 (Kirche), 19. Jh. (Harmonium), 1900 (Kirchenfenster), 1900 (Altar)                                          | einfache, romanisierende Saalkirche, Entwurf des Architekten Julius Zeißig, im Innern Holztonne, schlichte Ausstattung, baugeschichtlich und kirchengeschichtlich von Bedeutung | 09261191 |
|                                         | Fabrikgebäude in halboffener Bebauung zum Industriegleis | Endersstraße 32 (Karte)                                          | um 1910 (Fabrikgebäude)                                                                                               | einfach gestaltete Putzfassade, technikhistorisch und ortsgeschichtlich von Bedeutung | 09261192 |
|                                         | Mietshaus in halboffener Bebauung, mit seitlicher Einfriedung | Endersstraße 33 (Karte)                                          | um 1910 (Mietshaus)                                                                                                   | Gebäudekubatur dem Verlauf des benachbarten Industriegleises folgend, Putzfassade, bleiverglaste Treppenhausfenster, Prägetapete im Treppenhaus, Schablonenmalerei, Reformstil-Architektur, eiserne Einfriedung zum Vorgarten, baugeschichtlich von Bedeutung | 09261193 |
|                                         | Mietshaus in halboffener Bebauung | Endersstraße 34 (Karte)                                          | um 1905 (Mietshaus)                                                                                                   | historisierende Klinkerfassade, Wand- und Deckenmalerei im Eingangsbereich und Ausmalung, baugeschichtlich von Bedeutung | 09261194 |
|                                         | Doppelmietshaus in geschlossener Bebauung | Endersstraße 35; 37 (Karte)                                      | um 1910 (Mietshaus)                                                                                                   | Putzfassade, Treppenhausfenster mit Bleiverglasung und Glasmalerei, Schablonenmalerei in Nummer 37, Stuck im Eingangsbereich, Reformstil-Architektur, baugeschichtlich von Bedeutung | 09261196 |
|                                         | Mietshaus in geschlossener Bebauung | Endersstraße 36 (Karte)                                          | um 1905 (Mietshaus)                                                                                                   | historisierende Klinkerfassade, Stuckgliederung im Eingangsbereich, Treppenhausfenster mit Resten farbiger Bleiverglasung, baugeschichtlich von Bedeutung | 09261198 |
|                                         | Mietshaus in geschlossener Bebauung | Endersstraße 38 (Karte)                                          | um 1905 (Mietshaus)                                                                                                   | historisierende Klinkerfassade, Stuck im Eingangsbereich mit Ausmalung, unter anderem Landschaftsgemälde, bleiverglaste Treppenhausfenster, baugeschichtlich von Bedeutung | 09261199 |
|                                         | Mietshaus in geschlossener Bebauung und in Ecklage (bauliche Einheit mit Henriettenstraße 2) | Endersstraße 40 (Karte)                                          | um 1900 (Mietshaus)                                                                                                   | ehemals mit Eckladen, historisierende Klinkerfassade, Stuckgliederung im Eingangsbereich, bleiverglaste Treppenhausfenster, baugeschichtlich von Bedeutung | 09261200 |
|                                         | Mietshaus in geschlossener Bebauung | Endersstraße 41 (Karte)                                          | um 1900 (Mietshaus)                                                                                                   | historisierende Klinkerfassade, baugeschichtlich von Bedeutung | 09261201 |
|                                         | Mietshaus in geschlossener Bebauung und in Ecklage (bauliche Einheit mit Endersstraße 44) | Endersstraße 42 (Karte)                                          | um 1905 (Mietshaus)                                                                                                   | ehemals mit Eckladen, Putzfassade, Terrazzo und Holzverkleidung im Eingangsbereich, Windfangtür mit farbiger Verglasung, baugeschichtlich von Bedeutung | 09261202 |
|                                         | Mietshaus in geschlossener Bebauung | Endersstraße 43 (Karte)                                          | um 1900 (Mietshaus)                                                                                                   | historisierende Klinkerfassade, baugeschichtlich von Bedeutung | 09261203 |
|                                         | Mietshaus in geschlossener Bebauung (bauliche Einheit mit Endersstraße 42) | Endersstraße 44 (Karte)                                          | um 1905 (Mietshaus)                                                                                                   | mit Tordurchfahrt und Laden, Putzfassade, baugeschichtlich von Bedeutung | 09261204 |
|                                         | Mietshaus in geschlossener Bebauung | Endersstraße 45 (Karte)                                          | um 1900 (Mietshaus)                                                                                                   | historisierende Klinkerfassade, baugeschichtlich von Bedeutung | 09261205 |
|                                         | Mietshaus in geschlossener Bebauung | Endersstraße 46 (Karte)                                          | um 1905 (Mietshaus)                                                                                                   | mit Hausdurchgang, Putzfassade, Haustor mit farbiger Bleiverglasung, baugeschichtlich von Bedeutung | 09261206 |
|                                         | Mietshaus in geschlossener Bebauung | Endersstraße 47 (Karte)                                          | um 1900 (Mietshaus)                                                                                                   | mit Hausdurchgang, historisierende Klinkerfassade, baugeschichtlich von Bedeutung | 09261207 |
|                                         | Mietshaus in geschlossener Bebauung | Endersstraße 48 (Karte)                                          | um 1905 (Mietshaus)                                                                                                   | Putzfassade, Haustür mit farbiger Verglasung, baugeschichtlich von Bedeutung | 09261208 |
|                                         | Mietshaus in geschlossener Bebauung | Endersstraße 49 (Karte)                                          | um 1900 (Mietshaus)                                                                                                   | ehemals mit Laden, historisierende Klinkerfassade, baugeschichtlich von Bedeutung | 09261209 |
|                                         | Mietshaus in geschlossener Bebauung | Endersstraße 51 (Karte)                                          | um 1900 (Mietshaus)                                                                                                   | mit Laden, historisierende Klinkerfassade, Ladenfront original, Reste von Schablonenmalerei im Innern, baugeschichtlich von Bedeutung | 09261210 |
| Weitere Bilder                          | Mietshaus in halboffener Bebauung | Endersstraße 52 (Karte)                                          | um 1905 (Mietshaus)                                                                                                   | in Kopflage an einem Industriegleis, mit Tordurchfahrt, Putzfassade, ehemals mit Laden, Treppenhausfenster farbig verglast, baugeschichtlich von Bedeutung | 09261211 |
|                                         | Mietshaus in geschlossener Bebauung | Endersstraße 53 (Karte)                                          | um 1900 (Mietshaus)                                                                                                   | mit Laden, historisierende Klinkerfassade, Ladenfront original, Treppenhausfenster mit Resten geätzter Verglasung, baugeschichtlich von Bedeutung | 09261212 |
|                                         | Mietshaus in geschlossener Bebauung | Endersstraße 54 (Karte)                                          | um 1905 (Mietshaus)                                                                                                   | Putzfassade, eiserne Maueranker, Stuck im Eingangsbereich, Ausmalung im Treppenhaus, baugeschichtlich von Bedeutung | 09261213 |
|                                         | Mietshaus in halboffener Bebauung und in Ecklage | Endersstraße 55 (Karte)                                          | um 1900 (Mietshaus)                                                                                                   | mit Gaststätte und Tordurchfahrt, historisierende Klinkerfassade, baugeschichtlich von Bedeutung und städtebaulich wichtig | 09261214 |
|                                         | Mietshaus in geschlossener Bebauung | Endersstraße 56 (Karte)                                          | um 1905 (Mietshaus)                                                                                                   | mit Tordurchfahrt, Klinkerfassade, Stuckkehle in der Tordurchfahrt, baugeschichtlich von Bedeutung | 09261215 |
|                                         | Mietshaus in geschlossener Bebauung | Endersstraße 57 (Karte)                                          | um 1900 (Mietshaus)                                                                                                   | historisierende Klinkerfassade, baugeschichtlich von Bedeutung | 09261216 |
|                                         | Mietshaus in ehemals halboffener Bebauung | Endersstraße 58 (Karte)                                          | um 1900 (Mietshaus)                                                                                                   | historisierende Putzfassade, qualitätvolle Wandkacheln im Eingangsbereich, baugeschichtlich von Bedeutung | 09261217 |
|                                         | Mietshaus in geschlossener Bebauung | Endersstraße 59 (Karte)                                          | um 1900 (Mietshaus)                                                                                                   | historisierende Klinkerfassade, baugeschichtlich von Bedeutung | 09261218 |
|                                         | Mietshaus (mit zwei Hausnummern) in halboffener Bebauung | Endersstraße 61a; 61b (Karte)                                    | um 1900 (Mietshaus)                                                                                                   | angrenzend an Industriegleis, historisierende Klinkerfassade, baugeschichtlich von Bedeutung | 09261219 |
|                                         | Mietshaus in halboffener Bebauung | Endersstraße 63 (Karte)                                          | um 1900 (Mietshaus)                                                                                                   | | 09261221 |
| Weitere Bilder                          | Wohnhaus (Anschrift: Endersstraße 64) in geschlossener Bebauung und in Ecklage, mit Fabrikgebäude (Anschrift: Engertstraße 13) zum Hof | Endersstraße 64 (Karte)                                          | um 1900 (Wohnhaus), um 1900 (Fabrikgebäude)                                                                           | Eckgebäude mit schlichter Putzfassade und Erker, Wand- und Deckenstuck im Eingangsbereich mit Landschaftsgemälden, Fabrikgebäude zum Hof Ziegelfassade, ortsgeschichtlich von Bedeutung | 09261223 |
|                                         | Mietshaus in geschlossener Bebauung | Endersstraße 65 (Karte)                                          | um 1900 (Mietshaus)                                                                                                   | historisierende Klinkerfassade, Ausmalung im Treppenhaus, baugeschichtlich von Bedeutung | 09261224 |
|                                         | Mietshaus in geschlossener Bebauung und Hofgebäude | Endersstraße 67 (Karte)                                          | um 1900 (Mietshaus)                                                                                                   | Vorderhaus mit Tordurchfahrt, ehemals mit Laden, historisierende Klinkerfassade, baugeschichtlich von Bedeutung | 09261225 |
|                                         | Mietshaus in geschlossener Bebauung | Endersstraße 69 (Karte)                                          | um 1900 (Mietshaus)                                                                                                   | mit Tordurchfahrt, Klinkerfassade, farbig verglaste Treppenhausfenster, baugeschichtlich von Bedeutung | 09261226 |
|                                         | Mietshaus in geschlossener Bebauung | Endersstraße 71 (Karte)                                          | um 1900 (Mietshaus)                                                                                                   | mit Tordurchfahrt, Klinkerfassade, baugeschichtlich von Bedeutung | 09261227 |
|                                         | Mietshaus in geschlossener Bebauung | Endersstraße 73 (Karte)                                          | um 1900 (Mietshaus)                                                                                                   | Klinkerfassade, Holzpaneele im Eingangsbereich, baugeschichtlich von Bedeutung | 09261228 |
|                                         | Mietshaus in halboffener Bebauung und in Ecklage | Endersstraße 75 (Karte)                                          | um 1900 (Mietshaus)                                                                                                   | Klinkerfassade, baugeschichtlich von Bedeutung | 09261229 |
|                                         | Eisenbahnbrücke über den Karl-Heine-Kanal, parallel zur König-August-Brücke | Engertstraße - (Karte)                                           | 1885 (Eisenbahnbrücke)                                                                                                | Naturstein-Bogenbrücke, ortsentwicklungsgeschichtlich und baugeschichtlich von Bedeutung | 09261236 |
|                                         | Straßenbrücke über den Karl-Heine-Kanal | Engertstraße - (Karte)                                           | 1895 (Straßenbrücke)                                                                                                  | Bogenbrücke mit Sandsteinpfosten des Brückengeländers, ortsentwicklungsgeschichtlich von Bedeutung | 09261234 |
| Weitere Bilder                          | Mietshaus in geschlossener Bebauung, mit Vorgarten | Engertstraße 4 (Karte)                                           | um 1910 (Mietshaus)                                                                                                   | Putzfassade, Terrazzo und Stuck im Eingangsbereich, Reformstil-Architektur, baugeschichtlich von Bedeutung | 09261230 |
|                                         | Mietshaus in geschlossener Bebauung, mit Vorgarten | Engertstraße 4a (Karte)                                          | um 1910 (Mietshaus)                                                                                                   | Putzfassade, bleiverglaste Treppenhausfenster, Reformstil-Architektur, baugeschichtlich von Bedeutung | 09261231 |
|                                         | Mietshaus in geschlossener Bebauung, mit Vorgarten | Engertstraße 4b (Karte)                                          | um 1910 (Mietshaus)                                                                                                   | mit Tordurchfahrt, Putzfassade, bleiverglaste Treppenhausfenster, Reformstil-Architektur, baugeschichtlich von Bedeutung | 09261232 |
|                                         | Mietshaus in halboffener Bebauung, mit Vorgarten | Engertstraße 4c (Karte)                                          | um 1910 (Mietshaus)                                                                                                   | zum Karl-Heine-Kanal gelegenes Gebäude, Putzfassade, Wand- und Deckenstuck im Eingangsbereich, Reformstil-Architektur, baugeschichtlich von Bedeutung | 09261233 |
|                                         | Fabrikgebäude | Engertstraße 5 (Karte)                                           | um 1885 (Fabrik) | Klinkerfassade, in Lage nahe zur Lützner Straße, als einziges Gebäude der Fabrikanlage erhalten, baugeschichtlich und ortsgeschichtlich von Bedeutung | 09261238 |
|                                         | Mietshaus (Nr. 6) in halboffener Bebauung, mit Vorgarten sowie Hofgebäude (Nr. 6a) mit Fabrikanbau zum Karl-Heine-Kanal | Engertstraße 6; 6a (Karte)                                       | 1905–1906 (Mietshaus)                                                                                                 | Vorderhaus mit Tordurchfahrt, Putzfassade und Treppenhausfenster mit farbiger Verglasung, Jugendstil-Architektur, baugeschichtlich von Bedeutung | 09261235 |
|                                         | Mietshaus in geschlossener Bebauung, mit Vorgarten und Fabrikgebäude im Hof | Engertstraße 8 (Karte)                                           | 1905–1906 (Mietshaus)                                                                                                 | Vorderhaus Putzfassade, Stuck im Eingangsbereich, bleiverglaste Treppenhausfenster, Jugendstil-Architektur, baugeschichtlich von Bedeutung | 09261237 |
|                                         | Mietshaus in geschlossener Bebauung, mit Vorgarten | Engertstraße 10 (Karte)                                          | 1907–1908 (Mietshaus)                                                                                                 | Putzfassade, Wand- und Deckenstuck im Eingangsbereich, Jugendstil-Architektur, baugeschichtlich von Bedeutung | 09294669 |
|                                         | Mietshaus in halboffener Bebauung, mit Vorgarten | Engertstraße 12 (Karte)                                          | 1907–1908 (Mietshaus)                                                                                                 | Putzfassade, Reste bleiverglaster Treppenhausfenster, Wand- und Deckenstuck im Eingangsbereich, Haustür mit farbigem Oberlichtglas, Jugendstil-Architektur, baugeschichtlich von Bedeutung | 09261239 |
|                                         | Wohnhaus (Anschrift: Endersstraße 64) in geschlossener Bebauung und in Ecklage, mit Fabrikgebäude (Anschrift: Engertstraße 13) zum Hof | Engertstraße 13 (Karte)                                          | um 1900 (Wohnhaus), um 1900 (Fabrikgebäude)                                                                           | Eckgebäude mit schlichter Putzfassade und Erker, Wand- und Deckenstuck im Eingangsbereich mit Landschaftsgemälden, Fabrikgebäude zum Hof Ziegelfassade, ortsgeschichtlich von Bedeutung | 09261223 |
| Direkt Bild zu diesem Denkmal hochladen | Ehemalige Schule, mit Vorgarten und Einfriedungssockel sowie Hintergebäude (mit Kapelle) und Pflasterung im Hof | Engertstraße 14 (Karte)                                          | 1897–1898 (Schule) | schlichter Schulbau, Klinkerfassade, Bleiglasfenster, ortsgeschichtlich von Bedeutung | 09261240 |
|                                         | Wohnhaus, mit Vorgarten | Erich-Zeigner-Allee 1 (Karte)                                    | Mitte 19. Jh. (Wohnhaus)                                                                                              | ländliches Wohnhaus, vermutlich Fachwerk-Obergeschoss verputzt, zum alten Ortskern Lindenau gehörig, in städtebaulich wichtiger Situation, ortsentwicklungsgeschichtlich von Bedeutung | 09261241 |
|                                         | Wohnhaus in offener Bebauung, mit Einfriedung, Vorgarten, Garten und Stützmauer an der Zschocherschen Straße | Erich-Zeigner-Allee 4 (Karte)                                    | im Kern 1853 (Wohnhaus), in den 1920er Jahren überformt (Wohnhaus)                                                    | Putzfassade, Biedermeierhaustür, baugeschichtlich von Bedeutung | 09261259 |
|                                         | Mietshaus in halboffener Bebauung | Erich-Zeigner-Allee 5 (Karte)                                    | um 1910 (Mietshaus)                                                                                                   | Putzfassade, Treppenhausfenster mit Resten farbiger Bleiverglasung, Stuck und Terrazzo im Eingangsbereich, Reformstil-Architektur, baugeschichtlich von Bedeutung | 09261260 |
| Weitere Bilder                          | Mietshaus in offener Bebauung, mit Einfriedung, Vorgarten und Pflasterung des Zugangsweges | Erich-Zeigner-Allee 7 (Karte)                                    | um 1895 (Mietshaus)                                                                                                   | repräsentative Putzfassade, rückseitig Holzveranda, im Stil des Historismus, baugeschichtlich von Bedeutung | 09261261 |
|                                         | Doppelwohnhaus in offener Bebauung, mit Vorgarten, Einfriedung, Garten und Wirtschaftsgebäude im Garten | Erich-Zeigner-Allee 8; 10 (Karte)                                | um 1870 (Doppelwohnhaus)                                                                                              | Putzbauten, Anklänge an den spätklassizistischen Stil, baugeschichtlich von Bedeutung | 09261262 |
|                                         | Villa, heute Pflegeheim, mit Villengarten und Einfriedung | Erich-Zeigner-Allee 9 (Karte)                                    | um 1880, später verändert (Villa)                                                                                     | Putzfassade, schmiedeeisernes Vordach, im Innern historistische Ausstattung erhalten, baugeschichtlich von Bedeutung | 09299045 |
|                                         | Villa (Nr. 11), Remisengebäude (Nr. 9a), Villengarten, Einfriedung, an der rückwärtigen Grundstücksgrenze befindliche Ufermauer mit doppelläufiger Treppe | Erich-Zeigner-Allee 9a; 11 (Karte)                               | 1867, später überformt (Villa), 1867 (Remisengebäude), 1907 (Garteneinfriedung)                                       | Villa mit rekonstruierter Putzfassade des 19. Jahrhunderts, Einfriedung Klinkermauer und eiserner Zaun, baugeschichtlich von Bedeutung | 09261263 |
|                                         | Mietshaus in offener Bebauung, mit Einfriedung und Vorgarten | Erich-Zeigner-Allee 12 (Karte)                                   | um 1890 (Mietshaus)                                                                                                   | repräsentative Klinkerfassade, farbig verglaste Treppenhausfenster, baugeschichtlich von Bedeutung | 09261264 |
| Weitere Bilder                          | Mietshaus in offener Bebauung, mit Vorgarten und Einfriedung | Erich-Zeigner-Allee 14 (Karte)                                   | um 1910 (Mietshaus)                                                                                                   | herrschaftliche Putzfassade, Stuck- und Holzdecken im Innern, Treppenhausfenster mit Resten farbiger Bleiverglasung, stilistisch zwischen Späthistorismus und Reformstil, baugeschichtlich von Bedeutung | 09261265 |
|                                         | Villa mit Vorgarten, Einfriedung, Garten, Gartenhäuschen und Ufermauer | Erich-Zeigner-Allee 15 (Karte)                                   | 1859 (Villa) | historisierende Putzfassade, noch von klassizistischer Wirkung, Windfangtür mit späterer Bleiverglasung im Oberlicht, baugeschichtlich von Bedeutung | 09261266 |
| Weitere Bilder                          | Straßenbrücke über den Karl-Heine-Kanal | Gießerstraße - (Karte)                                           | 1886 (Straßenbrücke)                                                                                                  | vierbogige Brücke, mittlere Flussöffnung als Zonengewölbe konstruiert, baugeschichtlich und ortsentwicklungsgeschichtlich von Bedeutung | 09261335 |
| Direkt Bild zu diesem Denkmal hochladen | Grundstückseinfriedung | Gießerstraße (Karte)                                             | Ende 19. Jh. (Einfriedung)                                                                                            | schmiedeeiserne Einfriedung, ortsentwicklungsgeschichtlich von Bedeutung | 09261334 |
|                                         | Mietshaus in halboffener Bebauung sowie zurückgesetztes Fabrikgebäude im Hof | Gießerstraße 1 (Karte)                                           | 1902–1903 (Mietshaus), 1929 (Fabrikgebäude)                                                                           | Vorderhaus ehemals mit Tordurchfahrt und ehemals mit Laden, historisierende Klinkerfassade, baugeschichtlich von Bedeutung Der Bauantrag für ein Wohngebäude wurde von Seiten des Connewitzer Kaufmanns Eduard Schmidt im Juni 1902 eingereicht und Architekt Bruno Seyfferth aus Schleußig mit Entwurfsarbeiten, Ausführung und Bauleitung betraut. Zuvor war das unmittelbar am Karl-Heine-Kanal gelegene Grundstück im Besitz der Leipziger Westend-Baugesellschaft. Im September übernahm der Maurer Ernst Lang aus Leutzsch das Vorhaben als Unternehmer und Ausführender. Zum 1. April 1903 wurde die Ingebrauchnahme „in untapeziertem Zustande“ genehmigt. Ab Dezember 1902 entstand das Hofgebäude, welches nach Brandbeschädigungen im Jahr 1909 „in alter Form“ wiedererrichtet werden sollte. Nach Abbruch der alten Werkstatt 1929 kam es zur Errichtung eines Hintergebäudes für Fabrikations- und Wohlfahrtsräume der Maschinenfabrik Kohlbach & Co. Hierbei wirkten Architekt Hermann Knaus als Entwerfender und das Baugeschäft Louis Löbe als ausführendes Unternehmen. Für die Eisenbetontreppen wurde Fa. Carl Brandt hinzugezogen. Ein Abbruchantrag der TLG Immobilien GmbH, Niederlassung Süd (Dresden) wurde abschlägig beschieden, in den Jahren 2011–2014 erfolgte die Sanierung. Dabei leider Vernichtung des Großteils der historischen Ausstattung im Vorderhaus. Pläne für die Neuerrichtung eines straßenseitigen Wohngebäudes 1929 gelangten nicht zur Ausführung. Das dreigeschossige Fabrikgebäude besitzt eine großzügige Fensterfront und ein nutzbares Mansardgeschoss mit Speicherluke, im Vorderhaus mit seiner Klinkerfassade lagen in jeder Etage zwei Wohnungen. Vorgesehen war eine Durchfahrt im Erdgeschoss. Neben Nutung im Erdgeschoss gliedern Kunststeinformteile und Stuckdekor des Jugendstils den „klassischen“ Mietshausbau. Markantes Wohn- und Gewerbegrundstück aus dem ersten Drittel des 20. Jahrhunderts, in exponierter Lage an einer Brücke über den Karl-Heine-Kanal, baugeschichtlich bedeutsam. LfD/2014 | 09261332 |
|                                         | Mietshaus in halboffener Bebauung und in Ecklage | Gießerstraße 2 (Karte)                                           | um 1900 (Mietshaus)                                                                                                   | ehemals mit Eckladen, historisierende Klinkerfassade, Holzpaneele im Eingangsbereich, baugeschichtlich von Bedeutung | 09261333 |
| Weitere Bilder                          | Mietshaus in ehemals geschlossener Bebauung und in Ecklage | Gießerstraße 3 (Karte)                                           | um 1900 (Mietshaus)                                                                                                   | ehemals mit Eckladen, historisierende Klinkerfassade, baugeschichtlich von Bedeutung | 09298567 |
|                                         | Mietshaus in geschlossener Bebauung, mit Hofpflaster und Waschhaus im Hof | GutsMuthsstraße 8 (Karte)                                        | 1889 (Mietshaus) | Vorderhaus mit Tordurchfahrt mit eisernen Radabweisern, historisierende Putzfassade, baugeschichtlich von Bedeutung | 09298538 |
|                                         | Doppelmietshaus (mit Endersstraße 14, siehe Obj. 09261173) in geschlossener Bebauung und in Ecklage | GutsMuthsstraße 10 (Karte)                                       | um 1900 (Doppelmietshaus)                                                                                             | mit Läden, schlichte Klinkerfassade, Stuckreste im Eingangsbereich, baugeschichtlich von Bedeutung | 09261172 |
|                                         | Mietshaus in geschlossener Bebauung (bauliche Einheit mit Nr. 13) | GutsMuthsstraße 11 (Karte)                                       | um 1895/1900 (Mietshaus)                                                                                              | mit Tordurchfahrt, historisierende Klinkerfassade, baugeschichtlich von Bedeutung | 09261349 |
|                                         | Mietshaus (Anschrift: Endersstraße 19 und GutsMuthsstraße 12) in halboffener Bebauung und in Ecklage | GutsMuthsstraße 12 (Karte)                                       | um 1900 (Mietshaus)                                                                                                   | mit Läden, Klinkerfassade, Stuck und Holztäfelung im Eingangsbereich, Reste bleiverglaster Treppenhausfenster, baugeschichtlich von Bedeutung | 09261178 |
|                                         | Mietshaus in geschlossener Bebauung (bauliche Einheit mit Nr. 11) | GutsMuthsstraße 13 (Karte)                                       | um 1895/1900 (Mietshaus)                                                                                              | mit Tordurchfahrt, historisierende Klinkerfassade, baugeschichtlich von Bedeutung | 09261350 |
|                                         | Mietshaus ehemals in halboffener Bebauung | GutsMuthsstraße 14 (Karte)                                       | um 1900 (Mietshaus)                                                                                                   | ehemals am Industriegleis gelegen, mit Tordurchfahrt und Laden, historisierende Klinkerfassade, Holzpaneele in der Tordurchfahrt, baugeschichtlich von Bedeutung | 09261351 |
|                                         | Mietshaus in geschlossener Bebauung | GutsMuthsstraße 15 (Karte)                                       | um 1900 (Mietshaus)                                                                                                   | mit Tordurchfahrt und Laden, historisierende Putzfassade, Ladenfront ehemals original, baugeschichtlich von Bedeutung | 09261352 |
| Direkt Bild zu diesem Denkmal hochladen | Hinterhaus (Anschrift: Merseburger Straße 61) eines Mietshausgrundstückes und Fotoateliergebäude im Hof (Anschrift: GutsMuthsstraße 17) sowie Hofpflasterung | GutsMuthsstraße 17 (Karte)                                       | um 1890 (Hinterhaus)                                                                                                  | Hofgebäude mit Durchgang, schlichte Putzfassade, ortsentwicklungsgeschichtlich von Bedeutung | 09261659 |
|                                         | Mietshaus in halboffener Bebauung | GutsMuthsstraße 18 (Karte)                                       | um 1895 (Mietshaus)                                                                                                   | mit Tordurchfahrt, historisierende Klinkerfassade, baugeschichtlich von Bedeutung | 09298553 |
|                                         | Mietshaus in geschlossener Bebauung | GutsMuthsstraße 19a (Karte)                                      | 1895/1900 (Mietshaus)                                                                                                 | kräftig gegliederte Klinkerfassade, Stuck im Eingangsbereich mit Landschaftsmalereien vom Anfang 20. Jh., baugeschichtlich von Bedeutung | 09261353 |
| Direkt Bild zu diesem Denkmal hochladen | Mietshaus (Nr. 21) in geschlossener Bebauung sowie Werkstattgebäude (Nr. 21a) im Hof und Hofpflasterung | GutsMuthsstraße 21; 21a (Karte)                                  | um 1895/1900 (Mietshaus)                                                                                              | Vorderhaus mit historisierender Klinkerfassade, Tordurchfahrt und Laden, im Hof verklinkertes Fabrikgebäude, baugeschichtlich von Bedeutung | 09261354 |
| Direkt Bild zu diesem Denkmal hochladen | Mietshaus in geschlossener Bebauung | GutsMuthsstraße 23 (Karte)                                       | um 1900 (Mietshaus)                                                                                                   | mit Tordurchfahrt, Klinkerfassade, Holzpaneele in der Tordurchfahrt, baugeschichtlich von Bedeutung | 09261355 |
|                                         | Mietshaus in geschlossener Bebauung | GutsMuthsstraße 24 (Karte)                                       | um 1900 (Mietshaus)                                                                                                   | mit Tordurchfahrt und ehemals mit Laden, Klinkerfassade, Ornamentfußbodenkacheln im Eingangsbereich, baugeschichtlich von Bedeutung | 09261356 |
|                                         | Mietshaus in geschlossener Bebauung | GutsMuthsstraße 25 (Karte)                                       | um 1895/1900 (Mietshaus)                                                                                              | mit Tordurchfahrt, Klinkerfassade, Stuck und Holzpaneele in der Tordurchfahrt, baugeschichtlich von Bedeutung | 09261357 |
|                                         | Mietshaus (mit zwei Hausnummern) in geschlossener Bebauung | GutsMuthsstraße 26; 28 (Karte)                                   | um 1900 (Mietshaus)                                                                                                   | mit Tordurchfahrt, Klinkerfassade, Stuck und Stuckmedaillons im Eingangsbereich, baugeschichtlich von Bedeutung | 09298552 |
|                                         | Mietshaus (Nr. 27) in geschlossener Bebauung und Badeanstalt (Nr. 27a) im Hof | GutsMuthsstraße 27; 27a (Karte)                                  | um 1895/1900 (Mietshaus)                                                                                              | Vorderhaus mit Tordurchfahrt, interessante Klinker-Putz-Fassade, geätzte Treppenhausfenster, Stuck und Pflasterung in der Tordurchfahrt, ortsgeschichtlich und baugeschichtlich von Bedeutung | 09261358 |
|                                         | Mietshaus in geschlossener Bebauung | GutsMuthsstraße 29 (Karte)                                       | um 1890 (Mietshaus)                                                                                                   | mit Tordurchfahrt und ehemals mit Laden, historisierende Klinkerfassade, preußische Kappen in der Tordurchfahrt, baugeschichtlich von Bedeutung | 09298554 |
|                                         | Mietshaus in geschlossener Bebauung | GutsMuthsstraße 31 (Karte)                                       | um 1890 (Mietshaus)                                                                                                   | mit Tordurchfahrt, historisierende Klinkerfassade, baugeschichtlich von Bedeutung | 09298555 |
|                                         | Mietshaus in geschlossener Bebauung | GutsMuthsstraße 32 (Karte)                                       | um 1890 (Mietshaus)                                                                                                   | mit Tordurchfahrt und ehemals mit Laden, Klinkerfassade, baugeschichtlich von Bedeutung | 09298551 |
|                                         | Mietshaus in geschlossener Bebauung | GutsMuthsstraße 33 (Karte)                                       | um 1890 (Mietshaus)                                                                                                   | mit Tordurchfahrt, historisierende Klinkerfassade, baugeschichtlich von Bedeutung | 09298556 |
|                                         | Mietshaus in geschlossener Bebauung | GutsMuthsstraße 34 (Karte)                                       | um 1895 (Mietshaus)                                                                                                   | mit Tordurchfahrt und Laden, Putz-Klinker-Fassade, Ladenfront original, baugeschichtlich von Bedeutung | 09261359 |
|                                         | Mietshaus in geschlossener Bebauung | GutsMuthsstraße 35 (Karte)                                       | um 1890 (Mietshaus)                                                                                                   | mit Tordurchfahrt, historisierende Klinkerfassade, baugeschichtlich von Bedeutung | 09298557 |
| Weitere Bilder                          | Mietshaus in geschlossener Bebauung und in Ecklage | GutsMuthsstraße 38 (Karte)                                       | um 1895/1900 (Mietshaus)                                                                                              | mit Eckladen, Klinkerfassade, baugeschichtlich von Bedeutung | 09261360 |
|                                         | Mietshaus in geschlossener Bebauung | GutsMuthsstraße 39 (Karte)                                       | um 1900 (Mietshaus)                                                                                                   | mit Tordurchfahrt, historisierende Klinkerfassade, baugeschichtlich von Bedeutung | 09298550 |
|                                         | Mietshaus in geschlossener Bebauung | GutsMuthsstraße 40 (Karte)                                       | um 1885 (Mietshaus)                                                                                                   | historisierende Putzfassade, baugeschichtlich von Bedeutung | 09298549 |
|                                         | Mietshaus in geschlossener Bebauung | GutsMuthsstraße 41 (Karte)                                       | um 1900 (Mietshaus)                                                                                                   | mit Tordurchfahrt und ehemals mit Laden, barockisierende Klinkerfassade, baugeschichtlich von Bedeutung | 09261361 |
|                                         | Mietshaus in geschlossener Bebauung | GutsMuthsstraße 42 (Karte)                                       | um 1890 (Mietshaus)                                                                                                   | mit Tordurchfahrt, historisierende Klinkerfassade, baugeschichtlich von Bedeutung | 09298548 |
|                                         | Mietshaus in geschlossener Bebauung | GutsMuthsstraße 43 (Karte)                                       | um 1895/1900 (Mietshaus)                                                                                              | mit Tordurchfahrt, barockisierende Klinkerfassade, Holzverkleidung in der Tordurchfahrt, Ornamentwandkacheln, baugeschichtlich von Bedeutung | 09261362 |
|                                         | Mietshaus in geschlossener Bebauung und Hinterhaus | GutsMuthsstraße 44 (Karte)                                       | um 1895/1900 (Mietshaus)                                                                                              | Vorderhaus mit Tordurchfahrt, historisierende Klinkerfassade, Holzpaneele in der Tordurchfahrt, baugeschichtlich von Bedeutung | 09261363 |
|                                         | Mietshaus in geschlossener Bebauung | GutsMuthsstraße 45 (Karte)                                       | um 1895/1900 (Mietshaus)                                                                                              | mit Tordurchfahrt, Klinkerfassade mit Putz- und Stuckgliederung, baugeschichtlich von Bedeutung | 09261364 |
|                                         | Mietshaus in geschlossener Bebauung und Kraftwagenschuppen im Hof | GutsMuthsstraße 46 (Karte)                                       | um 1895/1900 (Mietshaus)                                                                                              | Vorderhaus mit Tordurchfahrt und Laden, barockisierende Klinkerfassade, Pflasterung und Holzpaneele in der Tordurchfahrt, Kraftwagenschuppen der 1920er Jahre, baugeschichtlich von Bedeutung | 09261365 |
|                                         | Mietshaus in geschlossener Bebauung | GutsMuthsstraße 47 (Karte)                                       | um 1895/1900 (Mietshaus)                                                                                              | mit Tordurchfahrt, gotisierende Klinkerfassade (in Art der Hannoverschen Schule), baugeschichtlich von Bedeutung | 09261366 |
|                                         | Fassade eines Mietshauses in geschlossener Bebauung | GutsMuthsstraße 48 (Karte)                                       | 1887 (Fassade), 1887 (Mietshaus)                                                                                      | Gebäude ehemals mit Laden und Tordurchfahrt, historistische Klinkerfassade, baugeschichtlich von Bedeutung Ein Vorder- und Hinterwohnhaus mit Pferdestall waren geplant, im April 1887 zur Genehmigung eingereicht und Anfang August bereits fertig gestellt, wenn den Bauakten Glauben geschenkt werden darf. Baumeister Andreas Bauer aus Lindenau war Initiator und maßgeblich am Vorhaben beteiligt. Drei Wohnungen in einer jeden Etage besaß das Vorderhaus, ebenfalls ihrer drei das Hintergebäude in den oberen Geschossen. Im Parterre waren hier eine Bäckerei, eine Durchfahrt und ein Pferdestall eingerichtet. Zwischen 1966 und 1968 wurde der Ladenbereich des Vordergebäudes in Wohnraum umgebaut, 1990 der Abbruchantrag für das Hinterhaus bearbeitet (Antrag durch VEB Gebäudewirtschaft Leipzig). Kraftvoll zeigt sich der Aufbau der Klinkerfassade mit Klammerung eines sechsachsigen, weitgehend schmucklosen Mittelfeldes durch jeweils drei Fenster in der Breite zählende Seitenachsen mit Fensterrahmungen in Verputz, reiche Historismusdekoration und Verdachungen sowie Sohlbänken aus Sandstein. Eine bemerkenswerte Gestaltung zeigt die Erdgeschosszone durch Klinkerpfeiler mit weit vorstehenden, kissenartig erscheinenden Putzquadern sowie einer klaren Trennung des unteren (ehemaligen) Geschäftsbereiches zu den Wohnetagen der Obergeschosse. Ein Antrag zur Sanierung datiert von 2011, einhergehend mit der Einschätzung eines irreparablen Zustandes des ruinösen Hauses. So wurde sehr aufwendig in den Jahren 2012 bis 2014 die Fassade des Historismus erhalten, saniert und mit einem Gebäudeneubau dahinter verbunden. Bedauerlich ist der Aufsatz eines zusätzlichen Wohngeschosses, das immerhin jedoch von der Fassadenlinie stark zurückgesetzt wurde. LfD/2018 | 09261367 |
|                                         | Mietshaus in geschlossener Bebauung | GutsMuthsstraße 49 (Karte)                                       | um 1890 (Mietshaus)                                                                                                   | mit Tordurchfahrt, historisierende Putzfassade, baugeschichtlich von Bedeutung | 09298547 |
|                                         | Mietshaus in geschlossener Bebauung | GutsMuthsstraße 50 (Karte)                                       | um 1895 (Mietshaus)                                                                                                   | mit Tordurchfahrt, historistische Klinkerfassade, Kreuzgratgewölbe in der Tordurchfahrt, baugeschichtlich von Bedeutung | 09298546 |
|                                         | Turnhalle einer Schule | Hähnelstraße 2 (Karte)                                           | vor 1890 (Turnhalle)                                                                                                  | Schulgebäude siehe Merseburger Straße 56/58, Putzfassade, ortsgeschichtlich und baugeschichtlich von Bedeutung | 09261656 |
|                                         | Mietshaus in geschlossener Bebauung | Hähnelstraße 21 (Karte)                                          | um 1880 (Mietshaus)                                                                                                   | mit Tordurchfahrt, Putzfassade, baugeschichtlich von Bedeutung | 09298569 |
|                                         | Mietshaus in ehemals geschlossener Bebauung | Hähnelstraße 23 (Karte)                                          | nach 1900 (Mietshaus)                                                                                                 | Klinkerfassade mit Kunststeingliederung, baugeschichtlich von Bedeutung | 09261375 |
|                                         | Fabrikgebäude (mit zwei Hausnummern) in ehemals geschlossener Bebauung | Hähnelstraße 26; 28 (Karte)                                      | um 1905 (Fabrikgebäude)                                                                                               | mit Tordurchfahrt, zeittypisch gegliederte Klinkerfassade, ortsgeschichtlich von Bedeutung | 09261377 |
|                                         | Mietshaus (Nr. 29) und angrenzender Saalbau (ehemals Gesellschaftshaus, Nr. 27) in halboffener Bebauung | Hähnelstraße 27; 29 (Karte)                                      | 1876, Nummer 29 (Mietshaus), 1899–1904, Nummer 27 (Gesellschaftshaus)                                                 | baulich zusammengehörig mit Karl-Heine-Straße 50/52, einfache Putzfassade, Mietshaus mit Tordurchfahrt, Saalbau mit hervorgehobenem Eingang und Drempelgeschoss, ortsgeschichtlich von Bedeutung | 09298570 |
|                                         | Mietshaus in halboffener Bebauung und in Ecklage | Helmholtzstraße 2 (Karte)                                        | um 1900 (Mietshaus)                                                                                                   | mit Eckladen, historisierende Klinkerfassade, Stuckgliederung und Landschaftsgemälde im Eingangsbereich, Windfangtür mit geätzter Verglasung, baugeschichtlich von Bedeutung | 09261386 |
|                                         | Schulgebäude sowie Vorgarten, Einfriedung, Pflasterung und Turnhalle im Hof | Helmholtzstraße 6 (Karte)                                        | 1900–1901 (Schule) | zweiflügelige neobarocke Schulanlage mit teilweise erhaltener Innenausstattung, historisierende Putzfassade, bleiverglaste Treppenhausfenster, ortshistorisch und baugeschichtlich von Bedeutung | 09261388 |
|                                         | Mietshaus in ehemals geschlossener Bebauung | Helmholtzstraße 7 (Karte)                                        | um 1903 (Mietshaus)                                                                                                   | stuckverzierte Klinkerfassade, Stuckrahmungen und -kehle im Eingangsbereich, baugeschichtlich von Bedeutung | 09298539 |
|                                         | Mietshaus in geschlossener Bebauung | Helmholtzstraße 8 (Karte)                                        | um 1905 (Mietshaus)                                                                                                   | mit Hausdurchgang, historisierende Klinkerfassade, baugeschichtlich von Bedeutung | 09261387 |
|                                         | Mietshaus in geschlossener Bebauung | Helmholtzstraße 9 (Karte)                                        | um 1910 (Mietshaus)                                                                                                   | mit Laden, ungewöhnlich gegliederte Putzfassade, Wand- und Deckenstuck im Eingangsbereich, baugeschichtlich von Bedeutung | 09261389 |
| Weitere Bilder                          | Mietshaus in geschlossener Bebauung und Hinterhaus | Helmholtzstraße 10 (Karte)                                       | um 1895 (Mietshaus)                                                                                                   | Vorderhaus mit Tordurchfahrt, historisierende Putzfassade, baugeschichtlich von Bedeutung | 09298542 |
|                                         | Mietshaus in geschlossener Bebauung | Helmholtzstraße 11 (Karte)                                       | bezeichnet 1902 (Mietshaus)                                                                                           | mit Tordurchfahrt, üppig dekorierte Putzfassade, zwischen Späthistorismus und Jugendstil, Stuck im Eingangsbereich, baugeschichtlich von Bedeutung | 09261390 |
| Weitere Bilder                          | Mietshaus in geschlossener Bebauung und Hinterhaus | Helmholtzstraße 12 (Karte)                                       | um 1900 (Mietshaus)                                                                                                   | Vorderhaus mit Tordurchfahrt, zeittypische Klinkerfassade, farbiges Haustoroberlicht, Ausmalung, Hinterhaus-Treppenfenster mit farbiger Bleiverglasung, baugeschichtlich von Bedeutung | 09261391 |
|                                         | Mietshaus in geschlossener Bebauung | Helmholtzstraße 13 (Karte)                                       | um 1900 (Mietshaus)                                                                                                   | mit Tordurchfahrt und Laden, historisierende Klinkerfassade, Stuckkehle und Holzpaneele in der Tordurchfahrt, baugeschichtlich von Bedeutung | 09261392 |
| Direkt Bild zu diesem Denkmal hochladen | Hinterhaus eines Mietshausgrundstücks | Helmholtzstraße 14 (Karte)                                       | 1889 (Hinterhaus) | Putzfassade, Hinterhaus mit der Hauptfassade zum Karl-Heine-Kanal gerichtet, ortsentwicklungsgeschichtlich von Bedeutung Baugenehmigung wurde erteilt im Juni 1889 für die Errichtung eines Vorder- und eines Hinterwohngebäudes sowie zwei Waschhäuser, Antragsteller war der Bauunternehmer Gustav Endert. Noch vor Beginn der Bauarbeiten übernahm Milchhändler Carl Gustav Kümmel das Grundstück. Im September erfolgten Endabnahme und die Ingebrauchnahme. Der Einbau eines Ladens und die Einrichtung einer Bäckerei im Hintergebäude waren Aufgabe für den Architekten Richard Müller im Jahreswechsel 1900/1901. Für 1905 kamen Pläne einer Satteldach-Aufsetzung zwecks Einrichtung eines Trockenbodens sowie das Vorprojekt für ein kleines Wirtschaftsgebäude zur Vorlage. Letzteres wurde 1906 fertig gestellt. Die Bauakten beinhalten Pläne für die Erweiterung der Bäckerei 1907, die Einrichtung einer Tischlerwerkstatt, den 1956 beantragten Umbau des Ladens zu Wohnraum und 1958 findet der Begriff Wiederinstandsetzung Verwendung. Hervorgehoben am Vorderhaus wurden gemäß Bauaktenzeichnung die beiden mittleren Etagen in der Fassadenstruktur mit jeweils achsenzusammenfassenden Fensterüberdachungen und insgesamt eleganter Struktur. Sparsam in die Putzfassade fügten sich Gliederungselemente aus Stuck ein. Zeugnis- und Denkmalwert besitzen nur das erhaltene zweigeschossige Klinkergebäude der ehemaligen Bäckerei im Hof sowie das zum Kanal zeigende Hinterhaus. Das zur Kanalseite wirkungsvolle Hinterwohngebäude und das Seitengebäude mit baugeschichtlichem Wert. LfD/2014 | 09298543 |
|                                         | Mietshaus in geschlossener Bebauung | Helmholtzstraße 15 (Karte)                                       | um 1905 (Mietshaus)                                                                                                   | jugendstilige Putzfassade, Holzpaneele und Stuck im Eingangsbereich, Ausmalung, Treppenhausfenster mit Resten geätzter Verglasung, baugeschichtlich von Bedeutung | 09261393 |
|                                         | Mietshaus in geschlossener Bebauung | Helmholtzstraße 16 (Karte)                                       | nach 1890 (Mietshaus)                                                                                                 | mit Tordurchfahrt, historisierende Putzfassade, baugeschichtlich von Bedeutung | 09261394 |
|                                         | Mietshaus in geschlossener Bebauung | Helmholtzstraße 17 (Karte)                                       | um 1903 (Mietshaus)                                                                                                   | mit Tordurchfahrt, jugendstilige Putzfassade, im Eingangsbereich Gewölbe und Stuckgliederung, baugeschichtlich von Bedeutung | 09298540 |
|                                         | Mietshaus in geschlossener Bebauung | Helmholtzstraße 18 (Karte)                                       | um 1890 (Mietshaus)                                                                                                   | historisierende Putzfassade, Stuckkehle und -medaillons im Eingangsbereich, Windfangtür, baugeschichtlich von Bedeutung | 09261395 |
|                                         | Mietshaus in geschlossener Bebauung | Helmholtzstraße 19 (Karte)                                       | um 1890 (Mietshaus)                                                                                                   | mit Tordurchfahrt, historisierende Klinker-Putz-Fassade, baugeschichtlich von Bedeutung | 09291007 |
|                                         | Mietshaus in geschlossener Bebauung | Helmholtzstraße 20 (Karte)                                       | um 1885 (Mietshaus)                                                                                                   | mit Tordurchfahrt, historisierende Putzfassade, baugeschichtlich von Bedeutung | 09298544 |
|                                         | Mietshaus in geschlossener Bebauung | Helmholtzstraße 21 (Karte)                                       | 1890–1892 (Mietshaus)                                                                                                 | historisierende Klinkerfassade, baugeschichtlich von Bedeutung Zwei Fassadenentwürfe sind in der Bauakte geheftet, jeweils 1890 vorgelegt zunächst von Architekt und Baugeschäftsinhaber Guido Schorler (unterschrieben Sagame), der das Wohnprojekt initiierte. Neue Zeichnungen reichten die nachfolgenden Geldgeber und zugleich Ausführenden Johann Friedrich Ernst Weidhaas und Friedrich Karl Rochan ein. Allerdings war auch im Februar 1891, gut neun Monate nach Ausreichung der Baugenehmigung, noch nicht mit den Bauarbeiten begonnen worden. Schorler, der noch immer beteiligt schien, legte für das bereits „concessionierte Vorhaben“ neue, wiederum geänderte Pläne sowie statische Berechnungen vor. Die im Sommer nochmals erteilte Genehmigung wurde genutzt und das in den oberen Etagen als Dreispänner konzipierte Haus bis September 1892 errichtet. Für das Parterre waren neben einem Durchgang zwei Ladenwohnungen vorgesehen, zwei Mietparteien unterm Dach. Sämtliche Aborte befanden sich außerhalb der Wohnungen. Zeitgleich übrigens war ein Seitengebäude im Hof errichtet, in welches 1894 eine Wohnung eingerichtet werden sollte, es befand sich laut Bericht 1991 in einem äußerst ruinösen Zustand. Werkmeister Karl Ernst Thieme ließ 1902 durch den Maurermeister Otto Beyer den Hausdurchgang schließen und den Haupteingang in die Mittelachse der Fassade verlegen, das Erdgeschoss erhielt wohl 1939 einen Neuverputz aus Edelputz. Das heutige Erscheinungsbild des in exponierter Lage gegenüber der Baugruppe um die Philippuskirche stehenden Hauses ist geprägt durch den weniger gelungenen Um- und Ausbau der Jahre 1991 bis 1993, an dem Dipl.-Ing. (FH) Architekt Gerd Bezner für die H. Schimmel Consulting KG aus Metzingen tätig wurde. Störend wirken insbesondere die Fenster, die neue Hauseingangstür, der Dachausbau der 2. Ebene und die geglättete Traufe mit den angeklatschten Stuckkonsolen. Dennoch prägt über dem merkwürdig verputzten Erdgeschossbereich die rote Klinkerverblendung der drei oberen Geschosse mit ihrem üppigen historistischen Stuckdekor den Straßenraum beachtlich, gliedern und rhythmisieren streng die Kunststein-Fensterrahmungen mit teilweise kräftigen Verdachungen die Fassade. Teile der Ausstattung sind wohl erhalten, so Stuck im Eingangsbereich und das hölzerne Treppenhaus. Neben dem baugeschichtlichen Wert besteht ein städtebauliches Interesse. LfD/2016 | 09298541 |
|                                         | Mietshaus in geschlossener Bebauung und in Ecklage | Helmholtzstraße 23 (Karte)                                       | um 1895 (Mietshaus)                                                                                                   | ehemals mit Eckladen, historisierende Putzfassade, baugeschichtlich von Bedeutung | 09261821 |
|                                         | Mietshaus in geschlossener Bebauung und Werkstattgebäude im Hof | Helmholtzstraße 27 (Karte)                                       | um 1890 (Mietshaus)                                                                                                   | Vorderhaus mit Tordurchfahrt und Laden, reich dekorierte historisierende Putzfassade, Ladenfront original, baugeschichtlich von Bedeutung | 09261396 |
|                                         | Mietshaus in geschlossener Bebauung | Helmholtzstraße 29 (Karte)                                       | um 1890 (Mietshaus)                                                                                                   | mit Tordurchfahrt, reich dekorierte historisierende Putzfassade, baugeschichtlich von Bedeutung | 09261397 |
|                                         | Mietshaus in geschlossener Bebauung und Werkstattgebäude im Hof | Helmholtzstraße 31 (Karte)                                       | um 1890 (Mietshaus)                                                                                                   | Vorderhaus mit Tordurchfahrt und Laden, reich dekorierte historisierende Putzfassade, Deckenmalerei und Fußbodenkacheln in der Tordurchfahrt, Schablonenmalerei im Treppenhaus, Ladenfront original, baugeschichtlich von Bedeutung | 09261398 |
|                                         | Mietshaus in geschlossener Bebauung | Helmholtzstraße 33 (Karte)                                       | um 1890 (Mietshaus)                                                                                                   | ehemals mit Laden, zeittypische Putzfassade, Treppenhausfenster mit Resten geätzter Verglasung, baugeschichtlich von Bedeutung | 09261399 |
|                                         | Mietshaus in geschlossener Bebauung | Helmholtzstraße 35 (Karte)                                       | um 1890 (Mietshaus)                                                                                                   | ehemals mit Tordurchfahrt, zeittypische Putzfassade, baugeschichtlich von Bedeutung | 09261400 |
| Direkt Bild zu diesem Denkmal hochladen | Handschwengelpumpe mit Brunnenschacht und Abdeckplatte | Henriettenstraße - (Karte)                                       | 1907–1909 (Handschwengelpumpe)                                                                                        | neben Haus Lützner Straße 103, Typ Vogelkäfig, ortsgeschichtlich von Bedeutung | 09294872 |
|                                         | Mietshaus in halboffener Bebauung und seitliche Toreinfahrt | Henriettenstraße 1 (Karte)                                       | um 1905 (Mietshaus)                                                                                                   | am Industriegleis gelegen, ehemals mit Laden, Putzfassade, baugeschichtlich von Bedeutung | 09261403 |
|                                         | Mietshaus in halboffener Bebauung (bauliche Einheit mit Endersstraße 40) | Henriettenstraße 2 (Karte)                                       | um 1900 (Mietshaus)                                                                                                   | am Industriegleis gelegen, historisierende Klinkerfassade, teilweise bleiverglaste Treppenhausfenster, baugeschichtlich von Bedeutung | 09291008 |
|                                         | Mietshaus in halboffener Bebauung | Henriettenstraße 4 (Karte)                                       | nach 1905 (Mietshaus)                                                                                                 | am Industriegleis gelegen, historisierende Klinkerfassade, Treppenhausfenster mit Resten geätzter Verglasung, Ausmalung im Treppenhaus, baugeschichtlich von Bedeutung | 09261404 |
|                                         | Mietshaus in geschlossener Bebauung | Henriettenstraße 5 (Karte)                                       | nach 1905 (Mietshaus)                                                                                                 | historisierende Klinkerfassade, Stuck im Eingangsbereich, farbig verglaste Treppenhausfenster, baugeschichtlich von Bedeutung | 09261405 |
|                                         | Mietshaus in geschlossener Bebauung | Henriettenstraße 6 (Karte)                                       | nach 1905 (Mietshaus)                                                                                                 | mit Tordurchfahrt und ehemals mit Laden, reich dekorierte historisierende Putzfassade, Schablonenmalerei an der Decke der Tordurchfahrt, Treppenhausfenster mit Resten geätzter Verglasung, baugeschichtlich von Bedeutung | 09261406 |
|                                         | Mietshaus in geschlossener Bebauung | Henriettenstraße 7 (Karte)                                       | nach 1905 (Mietshaus)                                                                                                 | historisierende Klinkerfassade, Stuck im Eingangsbereich, Schablonenmalerei im Treppenhaus, farbig verglaste Treppenhausfenster, baugeschichtlich von Bedeutung | 09261407 |
|                                         | Mietshaus in geschlossener Bebauung | Henriettenstraße 8 (Karte)                                       | nach 1905 (Mietshaus)                                                                                                 | historisierende Klinkerfassade, Wand- und Deckenstuck im Eingangsbereich, Treppenhausfenster mit Resten geätzter Verglasung, baugeschichtlich von Bedeutung | 09261408 |
|                                         | Mietshaus in geschlossener Bebauung | Henriettenstraße 9 (Karte)                                       | um 1904 (Mietshaus)                                                                                                   | mit Tordurchfahrt, ehemals mit Laden, historisierende Klinkerfassade, baugeschichtlich von Bedeutung | 09298526 |
|                                         | Mietshaus in geschlossener Bebauung | Henriettenstraße 10 (Karte)                                      | nach 1905 (Mietshaus)                                                                                                 | mit Tordurchfahrt, historisierende Klinkerfassade, baugeschichtlich von Bedeutung | 09261409 |
|                                         | Mietshaus in geschlossener Bebauung | Henriettenstraße 11 (Karte)                                      | nach 1905 (Mietshaus)                                                                                                 | mit Tordurchfahrt und ehemals mit Laden, Putzfassade, Treppenhausfenster mit farbiger Verglasung, baugeschichtlich von Bedeutung | 09261410 |
|                                         | Mietshaus in geschlossener Bebauung | Henriettenstraße 12 (Karte)                                      | nach 1905 (Mietshaus)                                                                                                 | historisierende Klinkerfassade, Stuckkehle und Holzpaneele im Eingangsbereich, farbig verglaste Treppenhausfenster, baugeschichtlich von Bedeutung | 09261411 |
|                                         | Mietshaus in geschlossener Bebauung | Henriettenstraße 13 (Karte)                                      | um 1905 (Mietshaus)                                                                                                   | mit Tordurchfahrt und ehemals mit Laden, historisierende Klinkerfassade, baugeschichtlich von Bedeutung | 09261412 |
|                                         | Mietshaus in geschlossener Bebauung | Henriettenstraße 14 (Karte)                                      | um 1900 (Mietshaus)                                                                                                   | mit Laden, historisierende Putzfassade, Terrazzo im Eingangsbereich, baugeschichtlich von Bedeutung | 09298528 |
|                                         | Mietshaus in geschlossener Bebauung | Henriettenstraße 15 (Karte)                                      | um 1905 (Mietshaus)                                                                                                   | historisierende Putzfassade, Stuckkehle im Eingangsbereich, Treppenhausfenster mit Resten geätzter Verglasung, baugeschichtlich von Bedeutung | 09261413 |
|                                         | Mietshaus in geschlossener Bebauung | Henriettenstraße 16 (Karte)                                      | um 1900 (Mietshaus)                                                                                                   | historisierende Putzfassade, baugeschichtlich von Bedeutung | 09298529 |
|                                         | Mietshaus in geschlossener Bebauung | Henriettenstraße 17 (Karte)                                      | um 1907 (Mietshaus)                                                                                                   | mit Hausdurchgang, Putzfassade, baugeschichtlich von Bedeutung | 09298527 |
| Direkt Bild zu diesem Denkmal hochladen | Sachgesamtheitsbestandteil der Sachgesamtheit Richard-Wagner-Hain (Park in den Stadtteilen Lindenau und Zentrum-West), mit den Einzeldenkmalen: Pergola und westliche Uferterrasse mit Freitreppe zum Wasser (siehe Einzeldenkmalliste – Obj. 09305237, OT Lindenau, Jahnallee), weiterhin Parkanlage und als Sachgesamtheitsteile: ehemaliges Altenheim und weitere Gebäude (OT Lindenau, Am Elsterwehr 8, 10 und 12) – (siehe auch Sachgesamtheitsliste, OT Zentrum-West, Jahnallee – Obj. 09299063) | Jahnallee - (Karte)                                              | 1932–1938 (Richard-Wagner-Hain)                                                                                       | architektonisch gestaltete monumentale Parkanlage, auch Allinger-Anlage genannt, Gartenarchitekt: Gustav Allinger, der Park angelegt im Zusammenhang mit dem nicht vollendeten Richard-Wagner-Nationaldenkmal, Anlage in wesentlicher Grundstruktur erhalten, in seiner Raumbildung, Flächengliederung und Bodenmodellierung, mit Rasenparterres, Böschungen, Wege- und Platzflächen inklusive Treppenanlagen und Wasserbecken, struktur- und raumbildender Bepflanzung und Ausstattungselementen sowie Sichtachsen innerhalb der Anlage und Blickbeziehungen zwischen Elsterflutbecken im westlichen und östlichen Bereich, in den 1950er Jahren Einbeziehung des Richard-Wagner-Hains in den Zentralen Kulturpark »Clara Zetkin«, geschichtliche, gartenkünstlerische, wissenschaftliche und städtebauliche Bedeutung | 09305235 |
| Direkt Bild zu diesem Denkmal hochladen | Einzeldenkmale der Sachgesamtheit Richard-Wagner-Hain: Pergola und westliche Uferterrasse mit Freitreppe zum Wasser und Uferbefestigung (siehe auch Sachgesamtheitsliste – Obj. 09305235, OT Lindenau, Jahnallee) | Jahnallee - (Karte)                                              | 1932–1938 (Richard-Wagner-Hain)                                                                                       | architektonisch gestaltete monumentale Parkanlage, auch Allinger-Anlage genannt, Gartenarchitekt: Gustav Allinger, der Park angelegt im Zusammenhang mit dem nicht vollendeten Richard-Wagner-Nationaldenkmal, Anlage in wesentlicher Grundstruktur erhalten, in den 1950er Jahren Einbeziehung des Richard-Wagner-Hains in den Zentralen Kulturpark »Clara Zetkin«, geschichtliche, gartenkünstlerische, wissenschaftliche und städtebauliche Bedeutung | 09305237 |
| Weitere Bilder                          | Zwei aneinandergebaute Fabrikgebäude | Jordanstraße 1 (Karte)                                           | um 1900 (Fabrikgebäude), um 1935 (Fabrik-Erweiterung)                                                                 | Klinkerfassaden, ortsgeschichtlich von Bedeutung | 09261431 |
|                                         | Mietshaus in halboffener Bebauung und in Ecklage | Jordanstraße 2 (Karte)                                           | 1909–1910 (Mietshaus)                                                                                                 | mit Eckladen, Putzfassade, Reformstil-Architektur, baugeschichtlich von Bedeutung In Ecklage zur Henriettenstraße steht das verputzte, von Architekt Paul Luge im Selbstauftrag entworfene und ausgeführte Wohnhaus mit jeweils drei konzipierten Wohneinheiten in den oberen Stockwerken und zwei Wohnungen sowie einem Laden nebst Kontor und Lagerraum im Parterre. Mitte September 1909 kam der Bauantrag zur Einreichung, im März 1910 konnte das Vorhaben vollendet werden. Ende 1911 gelangte das Grundstück in Familienbesitz des Fischhändlers Ernst Reinhard Steudtner, der 1926 und 1936 Dachwohnungen einzurichten gedachte. Weiterer Dachgeschossausbau und eine Neuaufteilung der Wohnungen erfolgten ab 2004 durch REC Immobilien GmbH & Co KG aus Pöttmes. Bauingenieur Dr.-Ing. Martin Heinisch steuerte Pläne und Berechnungen bei. Bedauerlicherweise kam seinerzeit die 1909 gefertigte Fassadenzeichnung nicht zur Ausführung und ist heute die vereinfachte Struktur des Putzes und der Gliederungselemente weiter verflacht. Insbesondere die Ladenzone und die einflügligen Kunststofffenster stören das Erscheinungsbild, die Hoffront zeigt billigste Sanierung und keinerlei denkmalpflegerisches Verständnis. Das hölzerne Treppenhaus ist erhalten, der Eckladen im Oktober 2015 noch vorhanden. LfD/2014, 2015 | 09298525 |
| Weitere Bilder                          | Mietshaus (mit drei Eingängen) in geschlossener Bebauung und in Ecklage, mit seitlicher Toreinfahrt | Jordanstraße 4; 6; 8 (Karte)                                     | 1927 (Mietshaus) | Putzfassade mit Klinkersockel und -gliederung, im typischen Stil der 1920er Jahre, baugeschichtlich von Bedeutung | 09261432 |
|                                         | Zwei Mietshäuser in halboffener Bebauung und in Ecklage (bauliche Einheit mit Lützner Straße 113), mit hofseitiger Wegepflasterung | Jordanstraße 7; 9 (Karte)                                        | 1935 (Mietshaus) | traditionalistische Putzfassade der 1930er Jahre, baugeschichtlich von Bedeutung Die kleine Mietshausgruppe entstand als Ziegelbau mit Putzfassade 1935 als steuerbefreiter Kleinwohnungsbau. Initiatorin war die „Wolfswinkel“ Grundstücks- und Siedlungs-Gesellschaft mbH Leipzig mit Sitz im Europahaus am Augustusplatz. Baumeister Erich Baum wurde mit der Umsetzung der von den Architekten Bormüller & Arzt gelieferten Pläne beauftragt. In jedem der Häuser kamen pro Etage drei Wohnungen zur Einrichtung, im Parterre deren jeweils nur zwei. Baugenehmigung wurde am 14. Mai erteilt „zur Errichtung von zwei viergeschossigen und einem dreigeschossigen Wohngebäude“. Auf die Jahre 1995/1996 datiert ein Sanierungs-Vorhaben, einhergehend mit dem Ausbau der Dachgeschosse. Errichtet wurde die Häusergruppe auf einem noch freien Grundstück im von Historismus- und Jugendstilbauten geprägten Erweiterungsgebiet, benachbart war eine Tankstelle. Wirkung erzielen vor allem die Stellung der Eckgebäude zueinander und die Mittenbetonung der Putzfassade durch die jeweilige Anordnung der Hauseingänge und Treppenhäuser, hinter den kleinen Quadratfenstern des ein Mezzanin suggerierenden fünften Geschosses lagen Trockenboden und Bodenkammern. Seltenheitswert besitzt das Giebelsgraffito am Haus Lützner Straße 113 mit Darstellung einer Baustelle und längerem (Propaganda-)Text nach Entwurf des Dresdner Künstlers Mönkemeyer. Die einfache aber handwerklich solide Ausstattung war zum Zeitpunkt der Erfassung 1993 weitgehend erhalten. LfD/2011, 2014, 2015 | 09261611 |
| Weitere Bilder                          | Doppelmietshaus in halboffener Bebauung | Jordanstraße 16; 18 (Karte)                                      | 1910 (Doppelmietshaus)                                                                                                | Nummer 16 mit Tordurchfahrt, Putzfassade, Reformstil-Architektur, baugeschichtlich von Bedeutung Als so genanntes Gruppenhaus wurden beide Häuser 1910 nach Entwürfen des Lindenauer Architekten Friedrich Emil Paul Luge errichtet, die Bauplätze waren im Jahr zuvor aus dem Besitz der Stadtgemeinde Leipzig öffentlich versteigert worden. Bauherr für Nummer 18 war Klempnermeister Friedrich August Schurig, der einen ersten Entwurf wieder verwarf und Architekt Luge – der für Nummer 16 als Bauherr namhaft ist – mit einer neuerlichen Fassadenzeichnung beauftragte. Luge reichte dann auch für sein Haus geänderte Baupläne ein mit dem Verweis, dass beide Gebäude als gestalterische Einheit gedacht sind. Die Fassaden zeigen sich nun weitgehend schmucklos, sind hauptsächlich nur durch unterschiedliche Putzstrukturen, Horizontalgesimse und Fensterverdachungen/-sohlbänke gegliedert. Haus Nummer 16 besitzt einen nur wenig vorstehenden Seitenrisalit mit vierachsigem Zwerchhaus, der den beiden Häusern einen Charakter als Doppelmietshaus verleiht, 1922 wurde im Dachgeschoss von Nummer 16 durch den Besitzer Adolf Oswald Kohl (Inhaber einer Trauben-Butter-Großhandlung) eine zweite Wohnung als „Dauerwohnung“ eingebaut. Nummer 18 hatte bereits 1919 im Dachgeschoss eine Notwohnung nach Maßgabe des Ortsgesetzes über Notwohnungen erhalten. Die Ausstattung entspricht dem im vorwiegend von Arbeitern bewohnten Quartier allgemeinen Standard. LfD/2008 | 09298522 |
|                                         | Mietshaus in halboffener Bebauung und in Ecklage | Josephstraße 1a (Karte)                                          | um 1900 (Mietshaus)                                                                                                   | mit Läden, Eckerker, Putzfassade, Stuck und Holzpaneele im Eingangsbereich, eisernes Treppenhaus, baugeschichtlich von Bedeutung | 09261433 |
|                                         | Mietshaus in geschlossener Bebauung und in Ecklage | Josephstraße 12 (Karte)                                          | um 1915 (Mietshaus)                                                                                                   | mit Läden, sparsam dekorierte Putzfassade, bleiverglaste Treppenhausfenster, baugeschichtlich von Bedeutung | 09261437 |
| Direkt Bild zu diesem Denkmal hochladen | Mietshaus in halboffener Bebauung sowie Waschhaus mit aufgesetztem Gartenpavillon im Hof | Josephstraße 13 (Karte)                                          | 1903 (Mietshaus) | Mietshaus mit Putzfassade, mit Tordurchfahrt, Laden und Stuck in der Tordurchfahrt, ehemals mit Werkstattgebäude im Hof, ortsentwicklungsgeschichtlich von Bedeutung | 09261438 |
| Direkt Bild zu diesem Denkmal hochladen | Zwei Hofgebäude eines Mietshausgrundstückes | Josephstraße 31 (Karte)                                          | um 1890 (Nebengebäude)                                                                                                | Mietshaus 2004 abgebrochen, Hofgebäude mit Ziegelfassaden, baugeschichtlich von Bedeutung | 09298574 |
|                                         | Mietshaus in ehemals geschlossener Bebauung sowie Hinterhaus und weiteres Hofgebäude | Josephstraße 33 (Karte)                                          | um 1890 (Mietshaus)                                                                                                   | Vorderhaus mit Tordurchfahrt und Laden, zweifarbige Klinkerfassade, baugeschichtlich von Bedeutung | 09298575 |
|                                         | Mietshaus in geschlossener Bebauung sowie Hofgebäude | Josephstraße 35 (Karte)                                          | um 1890 (Mietshaus)                                                                                                   | mit Tordurchfahrt, Putzfassade, baugeschichtlich von Bedeutung | 09298576 |
|                                         | Mietshaus in geschlossener Bebauung | Josephstraße 38 (Karte)                                          | um 1880 (Mietshaus)                                                                                                   | ehemals mit Laden, Putzfassade, baugeschichtlich von Bedeutung | 09261441 |
|                                         | Mietshaus in geschlossener Bebauung | Josephstraße 40 (Karte)                                          | um 1885 (Mietshaus)                                                                                                   | mit Laden, Putzfassade, baugeschichtlich von Bedeutung | 09299083 |
| Direkt Bild zu diesem Denkmal hochladen | Kaufhaus in geschlossener Bebauung (Erweiterungsbauten von Karl-Heine-Straße 46, siehe dort) und Hofgebäude | Josephstraße 44; 46 (Karte)                                      | 1913 (Nummer 44, Kaufhaus-Erweiterung), 1929–1930 (Nummer 46, Kaufhaus-Erweiterung)                                   | Putzfassade, Schaufenster in den 1960er Jahren verändert, Reformstil-Architektur, baugeschichtlich und ortsgeschichtlich von Bedeutung | 09261442 |
|                                         | Mietshaus in geschlossener Bebauung | Josephstraße 45 (Karte)                                          | um 1880 (Mietshaus)                                                                                                   | mit Tordurchfahrt, Putzfassade, baugeschichtlich von Bedeutung | 09298577 |
|                                         | Mietshaus in geschlossener Bebauung und Hinterhaus | Josephstraße 47 (Karte)                                          | um 1880 (Mietshaus)                                                                                                   | Vorderhaus mit Laden, Putzfassade, baugeschichtlich von Bedeutung | 09261443 |
|                                         | Mietshaus in geschlossener Bebauung und Werkstattgebäude im Hof | Josephstraße 49 (Karte)                                          | um 1880 (Mietshaus)                                                                                                   | Vorderhaus ehemals mit Laden, Putzfassade, baugeschichtlich von Bedeutung | 09261444 |
| Weitere Bilder                          | Apelstein Nr. 23 (N) | Karl-Heine-Straße (Karte)                                        | 1862 (Gedenkstein) | am Karl-Heine-Platz, Gedenkstein zur Erinnerung an die Kämpfe der Völkerschlacht bei Leipzig 1813, 10.000 Mann des IV. Korps unter General Bertrand (16. Oktober), geschichtlich von Bedeutung | 09261494 |
| Weitere Bilder                          | Villa, mit Ufermauer zur Weißen Elster und Einfriedung, Villengarten und Gartenplastiken | Karl-Heine-Straße 2 (Karte)                                      | um 1868, später überformt (Villa)                                                                                     | repräsentative historisierende Putzfassade, Elternhaus des Leipziger Künstlers Max Klinger (1857–1920), baugeschichtlich, personengeschichtlich und städtebaulich von Bedeutung | 09261477 |
| Direkt Bild zu diesem Denkmal hochladen | Garten eines Villengrundstücks | Karl-Heine-Straße 4 (Karte)                                      | um 1870, später überformt (Villengarten/Landhausgarten)                                                               | Villa nach Brand 2004 abgebrochen und durch Neubau ersetzt, Villengarten von gartenkünstlerischer Bedeutung | 09296904 |
|                                         | Mietvilla mit Garten, Vorgarten und Einfriedung | Karl-Heine-Straße 4b (Karte)                                     | 1923–1924 (Mietvilla)                                                                                                 | Putzfassade, Reformstil-Architektur, baugeschichtlich und städtebaulich von Bedeutung | 09261478 |
|                                         | Neuapostolische Kirche, mit Ausstattung | Karl-Heine-Straße 6 (Karte)                                      | 1954–1956 (Kirche) | Putzfassade im Stil der 1950er Jahre, ehemaliges Ateliergebäude des Leipziger Künstlers Max Klinger (1857–1920), ortsgeschichtlich von Bedeutung | 09299048 |
| Weitere Bilder                          | Villa, heute Gemeindehaus der Siebenten-Tags-Adventisten, mit Einfriedung, Vorgarten, Garten und Remisengebäude | Karl-Heine-Straße 8 (Karte)                                      | um 1900, später überformt (Gemeindehaus)                                                                              | charakteristisch gestaltete Putzfassade, teilweise farbige Fenster, ortsgeschichtlich und baugeschichtlich sowie städtebaulich von Bedeutung | 09261479 |
|                                         | Villa mit Vorgarten, Garten und Einfriedung | Karl-Heine-Straße 10 (Karte)                                     | um 1905 (Villa) | Putzfassade, baugeschichtlich und städtebaulich von Bedeutung | 09299047 |
| Weitere Bilder                          | Villa mit Villengarten, Einfriedung, Toreinfahrt und zwei Eckpavillons sowie Nebengebäude im Garten | Karl-Heine-Straße 12 (Karte)                                     | bezeichnet 1909 (Villa)                                                                                               | repräsentative Natur- oder Kunststeinfassade, Architektur zwischen Neobarock und Reformstil, Architekten: Schmidt & Johlige, erbaut für die Fabrikantenfamilie Rudolf Sack (Kaufmann Friedrich Sack, Mitinhaber der Landmaschinenfabrik), baugeschichtlich, ortsgeschichtlich, personengeschichtlich und städtebaulich von Bedeutung | 09261480 |
|                                         | Villa mit Villengarten | Karl-Heine-Straße 14 (Karte)                                     | vor 1900 (Villa) | Putzfassade im Landhaus- und Schweizerstil, baugeschichtlich und städtebaulich von Bedeutung | 09261481 |
| Weitere Bilder                          | Villa mit rückseitiger Terrasse und seitlich angebautem Kraftwagenschuppen, sowie Pflasterung und Vorgarten | Karl-Heine-Straße 16 (Karte)                                     | im Kern 1889 (Villa), Umbau bezeichnet 1912 (Villa)                                                                   | zeittypische Putzfassade, Reformstil-Architektur, Innenausstattung erhalten, unter anderem Stuckdecken, bleiverglaste Fenster, Leuchter und Türen mit geschliffenen Gläsern, baugeschichtlich und städtebaulich von Bedeutung | 09261482 |
|                                         | Villa (Nr. 20) und Remisengebäude (Nr. 20a), Vorgarten, Garten und Einfriedung der Grundstücke (Nr. 18-20a) | Karl-Heine-Straße 18; 20; 20a (Karte)                            | 1886, später überformt (Villa), 1892, Einfriedung (Einfriedung), 1902, Einfriedung (Einfriedung)                      | Villa mit zeittypischer Putzfassade, Einfriedung als Klinkermauer mit Eisengittern, baugeschichtlich und städtebaulich von Bedeutung | 09261484 |
|                                         | Mietvilla, mit Vorgarten und Garten | Karl-Heine-Straße 22 (Karte)                                     | um 1875 (Mietvilla)                                                                                                   | ursprünglich historistische Putzfassade, um 1925 überformt, mit Turm, baugeschichtlich und städtebaulich von Bedeutung | 09264056 |
| Weitere Bilder                          | Schule (mehrere miteinander verbundene Gebäudeflügel) mit Turnhalle, Bronzebüste Clara Zetkin, Brunnen und Einfriedung mit Toranlage sowie Ufermauern und Freiflächengestaltung | Karl-Heine-Straße 22b (Karte)                                    | bezeichnet 1927–1929 (Schule)                                                                                         | bemerkenswertes Schulgebäude im Stil der Neuen Sachlichkeit, erbaut nach Plänen von Stadtbaurat Hubert Ritter, ehemals auch historisch bedeutende Zufahrtsbrücke über den Wasserlauf der Kleinen Luppe (abgebrochen 2017), baugeschichtlich, ortsgeschichtlich und künstlerisch von Bedeutung (ehemalige Max-Klinger-Schule) | 09261485 |
|                                         | Villa, mit Garten und Vorgarten | Karl-Heine-Straße 24 (Karte)                                     | um 1885 (Villa) | historisierende Putzfassade, Treppenhaus mit Holztäfelung, baugeschichtlich und städtebaulich von Bedeutung | 09261486 |
| Weitere Bilder                          | Wagner-Nietzsche-Villa, Villa, mit Vorgarten und Garten | Karl-Heine-Straße 24b (Karte)                                    | 1903–1904 (Villa) | Putzfassade mit Fachwerkelementen, zwischen Späthistorismus, Jugendstil und Heimatstil, reiche Ausstattung im Innern, Architekt: Paul Klotzsch, erbaut als Wohnsitz des Fabrikanten Georg Roediger, Inhaber der Maschinenfabrik Paul Franke & Co., baugeschichtlich, künstlerisch und städtebaulich von Bedeutung | 09261487 |
| Weitere Bilder                          | Mietshaus in offener Bebauung in Ecklage, mit Einfriedung und Vorgarten | Karl-Heine-Straße 26 (Karte)                                     | um 1905 (Mietshaus)                                                                                                   | repräsentative Putzfassade, Eckturm, Jugendstilprägetapete im Treppenhaus, Stuckgliederung, baugeschichtlich und städtebaulich von Bedeutung | 09261488 |
|                                         | Mietshaus in offener Bebauung, mit Teilen der Einfriedung und Vorgarten | Karl-Heine-Straße 26a (Karte)                                    | um 1905 (Mietshaus)                                                                                                   | reich gestaltete Putzfassade mit Eckturm, Marmorausstattung im Eingangsbereich, Reformstil-Architektur, baugeschichtlich und städtebaulich von Bedeutung | 09261489 |
| Weitere Bilder                          | Ballhaus und Vergnügungslokal, mit Gästegarten und Einfriedung sowie Bierkeller | Karl-Heine-Straße 32 (Karte)                                     | 1890 (Ballsaal), 1848 (Brauereikeller)                                                                                | alte Ortslage Plagwitz, Ballhaus mit historisierender Putzfassade, Architekten: Schmidt & Johlige, Saal teilweise original erhalten, Bierkeller und Gasthaus der ehemaligen Bierbrauerei C. W. Naumann, baugeschichtlich, ortsgeschichtlich und ortsbildprägend von Bedeutung | 09261491 |
|                                         | Villa, Villengarten und Einfriedung | Karl-Heine-Straße 34 (Karte)                                     | 1885–1886 (Villa) | historisierende Klinkerfassade, mit Veranda und Freitreppe, ehemalige Villa der Brauereibesitzer Gebrüder Naumann, baugeschichtlich, personengeschichtlich und ortsentwicklungsgeschichtlich von Bedeutung, straßenbildcharakterisierender Bau neben dem Vergnügungslokal und Gesellschaftshaus Felsenkeller Architekt Georg Friedrich übernahm Entwurf, Ausführung und die baubegleitende Betreuung für den im August 1885 genehmigten Villenneubau der Gebrüder Naumann „auf dem Felsenkeller“. Die Brüder waren Inhaber der Brauerei C. W. Naumann in Plagwitz. Ende Juli 1886 erfolgten die Schlussabnahme sowie die Einrichtung von Plänen zum Wasserclosett-Einbau. Hinter der wirkungsvoll in Szene gesetzten Historismusfassade befanden sich unter den Räumlichkeiten auch ein Salon, ein Herrenzimmer, ein Schrankzimmer, ein Fremdenzimmer. Eine Veranda mit Freitreppe sowie ein Parterrebalkon übernahmen die Hinleitung in den Garten des auf einem Eckgrundstück freistehenden Villengebäudes. Die Waschküche war im Keller untergebracht und eine ebenfalls hier im Souterrain unterzubringende Hausmeisterwohnung bekam keine behördliche Genehmigung. Hauptsächlich ist der Prokurist Max Naumann in den Bauakten mit seiner Unterschrift präsent. Im Jahr 1928 kam der Antrag für einen von den Architekten Schmidt & Johlige konzipierten Anbau zur Einreichung. Eine im August 1943 begehrte Teilung des Hauses in zwei separate Wohnbereiche kam vor Kriegsende wohl nur teilweise zur Ausführung. Für September 1948 sind Pläne für Wiederinstandsetzungs- und Wiederaufbauarbeiten vorzeigbar. Das Erdgeschoss überließen die Brauereibesitzer der Stadt Leipzig zur Nutzung und hier erfolgte die Einrichtung eines Kindergartens nach Planvorlagen des am Objekt auch an anderer Stelle tätigen Architekten Willy Seidler. Ende des Jahres wurde nochmals auf die fehlende eindeutige Wohnungstrennung im Haus hingewiesen, zum 13. Dezember 1948 erfolgte der Grundbucheintrag „Eigentum des Volkes“. In der Folgezeit diente das komplette Gebäude der Unterbringung von Kindern oder auch Jugendlichen der Helmholtzschule. Das durch einen Mittelrisalit charakterisierte Villengebäude dokumentiert die bauliche und ortsentwicklungsgeschichtliche Situation der Karl-Heine-Straße und wirkt noch immer mit seiner Klinkerfassade über Zyklop-Klinker-Mauerwerk-Sockel und einem reichen Dekor mit Lorbeerlaub im Giebeldreieck der Dachzone. Komplett aus Sandsteinwerkstein besteht das Gliederungsgerüst der Fassaden. Mitsamt den erhaltenen originalen Ausstattungselementen zeigt es den Anspruch der Brauereibesitzer Naumann, die ihre Brauerei nur wenige hundert Meter entfernt in Plagwitz betrieben. Auf dem weitläufigen Grundstück entstand später in repräsentativer Ecklage das stadtbekannte Vergnügungsetablissement Felsenkeller. Bemerkenswerter Villenbau in exponierter Lage, baugeschichtlich sowie ortsentwicklungsgeschichtlich und personengeschichtlich von Bedeutung. LfD/2014 | 09261492 |
|                                         | Wohnhaus in ursprünglich offener Bebauung | Karl-Heine-Straße 36 (Karte)                                     | im Kern um 1875 (Wohnhaus), Umbau um 1925 (Wohnhaus)                                                                  | Putzfassade der 1920er Jahre, im Kern älteres Gebäude, baugeschichtlich von Bedeutung | 09261493 |
|                                         | Mietshaus in halboffener Bebauung | Karl-Heine-Straße 38 (Karte)                                     | um 1900 (Mietshaus)                                                                                                   | ehemals mit Läden, Putzfassade mit Erkern, Windfangtür im Innern, im späthistoristischen Stil, baugeschichtlich von Bedeutung | 09261495 |
|                                         | Kaufhaus in ehemals geschlossener Bebauung und in Ecklage (Erweiterungsbauten siehe Josephstraße 44/46) | Karl-Heine-Straße 46 (Karte)                                     | 1912 (Kaufhaus) | Putzfassade, Reformstil-Architektur, baugeschichtlich und ortsgeschichtlich von Bedeutung | 09299078 |
|                                         | Ehemaliges Ballhaus (Nr. 50, mit großem Saal) und Mietshaus (Nr. 52) in Ecklage | Karl-Heine-Straße 50; 52 (Karte)                                 | 1874 (Gasthaus), 1876 (Ballsaal), um 1870 (Mietshaus)                                                                 | Erweiterungsbauten in der Hähnelstraße 27/29 (siehe dort), schlichte Putzbauten, im Innern Saal mit zweigeschossigen Emporen und Ausmalung, ortsgeschichtlich von Bedeutung | 09299076 |
|                                         | Mietshaus in geschlossener Bebauung und in Ecklage | Karl-Heine-Straße 54 (Karte)                                     | um 1900 (Mietshaus), Fassade um 1935 (Mietshaus)                                                                      | mit Läden, Ecke mit Turmerker, interessante Putzfassade um 1935, im Kern Gebäude um 1900 erbaut, Terrazzo mit Mosaik und Stuck im Eingangsbereich, Windfangtür, baugeschichtlich von Bedeutung | 09261496 |
|                                         | Mietshaus in geschlossener Bebauung und in Ecklage | Karl-Heine-Straße 56b (Karte)                                    | um 1905 (Mietshaus)                                                                                                   | mit Eckladen und weiteren Läden, Putzfassade, Eckbetonung durch Turmerker, Jugendstilstuck und Holzpaneele im Eingangsbereich, baugeschichtlich von Bedeutung | 09261500 |
|                                         | Mietshaus in geschlossener Bebauung | Karl-Heine-Straße 58 (Karte)                                     | bezeichnet 1885 (Mietshaus)                                                                                           | mit Tordurchfahrt und Laden, Putzfassade, baugeschichtlich von Bedeutung | 09291940 |
|                                         | Mietshaus in geschlossener Bebauung und in Ecklage | Karl-Heine-Straße 64 (Karte)                                     | um 1890 (Mietshaus), Fassade um 1930 (Mietshaus)                                                                      | ehemals mit Gaststätte (Fassaden-Aufschrift: »Echte Ulrich Biere« erhalten), Putzfassade im Art-Decó-Stil der 1920er Jahre, Gebäude älter, Treppenhaus um 1890, baugeschichtlich von Bedeutung | 09261501 |
|                                         | Mietshaus in geschlossener Bebauung und in Ecklage | Karl-Heine-Straße 66 (Karte)                                     | bezeichnet 1886 (Mietshaus)                                                                                           | mit Laden und ehemals mit Eckladen, historisierende Klinkerfassade mit Eckerker, Stuckkehle und Holztäfelung im Eingangsbereich, baugeschichtlich von Bedeutung | 09261502 |
|                                         | Mietshaus in geschlossener Bebauung | Karl-Heine-Straße 68 (Karte)                                     | um 1890 (Mietshaus)                                                                                                   | mit Läden, Klinkerfassade, eiserne Maueranker, Windfangtür, baugeschichtlich von Bedeutung | 09261503 |
|                                         | Mietshaus in geschlossener Bebauung | Karl-Heine-Straße 70 (Karte)                                     | um 1880 (Mietshaus)                                                                                                   | mit Tordurchfahrt und Laden, historistische Putzfassade, baugeschichtlich von Bedeutung | 09298545 |
|                                         | Mietshaus in geschlossener Bebauung | Karl-Heine-Straße 72 (Karte)                                     | um 1890 (Mietshaus)                                                                                                   | mit Tordurchfahrt, kräftig gegliederte Putzfassade, baugeschichtlich von Bedeutung | 09261504 |
| Weitere Bilder                          | Mietshaus in geschlossener Bebauung und in Ecklage | Karl-Heine-Straße 74 (Karte)                                     | um 1890 (Mietshaus)                                                                                                   | mit Eckladen, repräsentative Klinkerfassade, Stuckreste im Eingangsbereich, Windfangtür nach 1920, baugeschichtlich von Bedeutung | 09261505 |
|                                         | Mietshaus (Nr. 76) in geschlossener Bebauung und in Ecklage, mit Hofgebäude (Nr. 76a) | Karl-Heine-Straße 76; 76a (Karte)                                | um 1890 (Mietshaus)                                                                                                   | repräsentative Klinkerfassade, Haustür um 1910, Wandkacheln in der Tordurchfahrt, baugeschichtlich von Bedeutung | 09261506 |
|                                         | Mietshaus in halboffener Bebauung, mit Vorgarten, Einfriedung und Hofpflasterung | Karl-Heine-Straße 96 (Karte)                                     | um 1890 (Mietshaus)                                                                                                   | historistische Putzfassade, baugeschichtlich von Bedeutung | 09261510 |
|                                         | Mietshaus in geschlossener Bebauung | Karl-Heine-Straße 100 (Karte)                                    | 1885 (Mietshaus) | ehemals mit Laden, historisierende Putzfassade, baugeschichtlich von Bedeutung | 09261511 |
|                                         | Mietshaus in geschlossener Bebauung | Karl-Heine-Straße 102 (Karte)                                    | um 1890 (Mietshaus)                                                                                                   | historisierende Putzfassade, baugeschichtlich von Bedeutung | 09261512 |
| Weitere Bilder                          | Mietshaus in offener Bebauung und in Ecklage, mit Einfriedung, Vorgarten, Garten und Pflasterung | Karl-Heine-Straße 108 (Karte)                                    | um 1880 (Mietshaus)                                                                                                   | markanter Eckbau, Putzfassade, Veranda, baugeschichtlich von Bedeutung | 09261513 |
|                                         | Wohnhaus mit kath. Pfarramt in geschlossener Bebauung und in Ecklage | Karl-Heine-Straße 110 (Karte)                                    | 1906 (Pfarrhaus) | mit Eckladen, Putzfassade mit Erker, im späthistoristischen Stil, baugeschichtlich und ortsgeschichtlich von Bedeutung | 09261483 |
| Weitere Bilder                          | Kath. Pfarrkirche | Karl-Heine-Straße 112 (Karte)                                    | 1907–1908, im Innern überformt (Kirche), 1953 (Ausmalung Kircheninneres), 1934–1935, Buntglasfenster (Kirchenfenster) | bildet mit Pfarrhaus Karl-Heine-Straße 110 eine bauliche Einheit, großer Kirchenbau mit drei Türmen, im Stil der Neoromanik, Architekt: Anton Käppler, 1934 im Inneren Umbauten durch den bedeutenden Kirchenarchitekten Rudolf Schwarz, baugeschichtlich, künstlerisch und religionsgeschichtlich von Bedeutung | 09261514 |
|                                         | Einzeldenkmale der Sachgesamtheit Palmengarten: Klingerhain-Denkmal und Fußgängerbrücke mit Brückenhäuschen (siehe Sachgesamtheitsliste – Obj. 09305212, Lützner Straße) | Käthe-Kollwitz-Straße (Karte)                                    | 1899 (Gartenbrücke), 1936 (Kassenhäuschen), 1924 (Klingerhain-Denkmal)                                                | in den 1950er Jahren Einbeziehung der Parkanlage in den Zentralen Kulturpark »Clara Zetkin«, Brücke mit schmiedeeisernen Geländer und Figurengruppen (Vier-Jahreszeiten-Brücke, heute Klingerhainbrücke), ehemaliger Ritterwerder, später Klingerhain, Teil des Palmengartens, gartenkünstlerisch, städtebaulich und stadtgeschichtliche Bedeutung | 09260852 |
|                                         | Mietshaus in geschlossener Bebauung und in Ecklage | Kindstraße 2 (Karte)                                             | um 1905 (Mietshaus)                                                                                                   | Klinkerfassade, Stuckkehle im Eingangsbereich, baugeschichtlich von Bedeutung | 09261515 |
|                                         | Mietshaus (Anschrift: Birkenstraße 7 und Kösner Straße 1) in halboffener Bebauung und in Ecklage | Kösner Straße 1 (Karte)                                          | um 1915 (Mietshaus)                                                                                                   | mit Eckladen, Putzfassade, Eckerker, Wohnungstüren mit Supraporten, baugeschichtlich von Bedeutung | 09298580 |
|                                         | Mietshaus in geschlossener Bebauung | Kösner Straße 4 (Karte)                                          | um 1905 (Mietshaus)                                                                                                   | Klinkerfassade, Jugendstildekor, baugeschichtlich von Bedeutung | 09261519 |
|                                         | Mietshaus in ehemals halboffener Bebauung | Kösner Straße 8 (Karte)                                          | um 1885 (Mietshaus)                                                                                                   | mit Stuck dekorierte Putzfassade, Blumenkastengitter, baugeschichtlich von Bedeutung | 09298585 |
|                                         | Mietshaus in geschlossener Bebauung | Kösner Straße 11 (Karte)                                         | 1888–1889 (Mietshaus)                                                                                                 | mit Hausdurchgang, historisierende Klinkerfassade, Blumenkastengitter, baugeschichtlich von Bedeutung Zum 4. Mai 1888 wurde der Bauantrag für ein Doppelwohnhaus nebst Hintergebäude gestellt bzw. waren zwei Vorderhäuser und zwei Hinterhäuser beantragt durch den geprüften Maurermeister und Architekten Bruno Rückardt. Im Sommer 1889 kam die abschließende Fertigstellung der Gebäude durch Rückardts Baufirma zur Anzeige. In der Mitte der 1990er Jahre erfolgten Um- und Ausbauten sowie Sanierungsarbeiten, wobei die Dachgauben in ihrer Größe die an sich schlichten Klinker-Putz-Fassaden der darunter liegenden drei Geschosse in ihrer Wirkung beeinträchtigen. Auf die strenge vertikale Reihung der Fenster antworten das Stockgesims über dem Parterre und kräftig modellierte Sohlbänke sowie Verdachungen über den Fenstern der Beletage. Teile der Ausstattungen sind wohl erhalten. LfD/2014, 2016 | 09298583 |
|                                         | Mietshaus in geschlossener Bebauung | Kösner Straße 13 (Karte)                                         | 1888–1889 (Mietshaus)                                                                                                 | mit Hausdurchgang, historisierende Klinkerfassade, preußische Kappen im Hausdurchgang, baugeschichtlich von Bedeutung Zum 4. Mai 1888 wurde der Bauantrag für ein Doppelwohnhaus nebst Hintergebäude gestellt bzw. waren zwei Vorderhäuser und zwei Hinterhäuser beantragt durch den geprüften Maurermeister und Architekten Bruno Rückardt. Im Sommer 1889 kam die abschließende Fertigstellung der Gebäude durch Rückardts Baufirma zur Anzeige. In der Mitte der 1990er Jahre erfolgten Um- und Ausbauten sowie Sanierungsarbeiten, wobei die Dachgauben in ihrer Größe die an sich schlichten Klinker-Putz-Fassaden der darunter liegenden drei Geschosse in ihrer Wirkung beeinträchtigen. Auf die strenge vertikale Reihung der Fenster antworten das Stockgesims über dem Parterre und kräftig modellierte Sohlbänke sowie Verdachungen über den Fenstern der Beletage. Teile der Ausstattungen sind wohl erhalten. LfD/2014, 2016 | 09298584 |
|                                         | Mietshaus (mit zwei Hausnummern) in geschlossener Bebauung | Kösner Straße 15a; 15b (Karte)                                   | 1889–1890 (Mietshaus)                                                                                                 | mit Tordurchfahrt, mit zwei Treppenhäusern vom Hof, reich dekorierte historisierende Klinkerfassade, baugeschichtlich von Bedeutung Neben einem Vorderwohngebäude entstanden zeitgleich 1889–1900 ein Seitengebäude mit Bäckerei sowie Waschhaus, Werkstatt, Pferdestall, Kohlenkeller. Maurermeister und Architekt Bruno Rückardt steht für Finanzierung, Ausführung, Bauleitung, Planzeichnungen, wohl auch die statischen Überlegungen. Mehrfach wurde das von einer Gastwirtschaft in Benutzung befindliche Erdgeschoss umgebaut, bereits 1891 ein Saal geschaffen, in den 1920er/1930er Jahren jedoch die Restauranträume zum Lager und zu Wohnzwecken umgenutzt. Von Interesse ist der Antrag auf „Einbau eines Wohnlagers für zwei polnische Arbeiter im Hofgebäude“ 1943. Pläne für Umbau, Sanierung und weiteren Dachausbau kamen 1993/1994 zur Einreichung. Das breit gelagerte dreigeschossige Gebäude mit ausgebautem Mansardgeschoss besticht durch reichen Historismusstuck über und unter den Fenstern der oberen Etagen und unterhalb des Traufkastens, die auf den roten und gelben Klinkerflächen bestens zur Geltung kommen. Das Parterre ist verputzt und besitzt heute eine einfache, jedoch zu schmale Nutung. Als Besonderheit dürfen die schmiedeeisernen Mauerankerenden und Blumenkastenstangen angesprochen werden. Gewöhnungsbedürftig sind der massive Dachausbau, der verputzte Gebäudesockel mit Industrieblechabdeckung sowie die sehr einfachen Fenster, die neue Haustür und das Tor der Einfahrt. Das Wohnhaus in geschlossener Zeilenbebauung besitzt einen baugeschichtlichen Wert. LfD/2018 | 09261520 |
| Direkt Bild zu diesem Denkmal hochladen | Wohnhaus in offener Bebauung, mit angebautem Gartensaal | Lionstraße 11 (Karte)                                            | 2. Drittel 19. Jh. (Wohnhaus), um 1870 (Gartenhaus)                                                                   | ländliches Wohnhaus, Putzbau mit Krüppelwalmdach, ortsentwicklungsgeschichtliche Bedeutung | 09299440 |
|                                         | Wohnhaus in offener Bebauung | Lionstraße 13 (Karte)                                            | 2. Drittel 19. Jh. (Wohnhaus)                                                                                         | ländliches Wohnhaus, Putzfassade, aufwendiges Portal, Natursteinrahmungen im Erdgeschoss, Krüppelwalmdach, Ausstattung weitgehend erhalten, ortsentwicklungsgeschichtlich von Bedeutung | 09299976 |
|                                         | Mietshaus in halboffener Bebauung | Lionstraße 14 (Karte)                                            | um 1890 (Mietshaus)                                                                                                   | Putzfassade, baugeschichtlich von Bedeutung | 09261542 |
| Direkt Bild zu diesem Denkmal hochladen | Einzeldenkmale der Sachgesamtheit Palmengarten: Teich mit zwei Brücken, Grotte mit weiterer Teichanlage und Brücke (siehe Sachgesamtheitsliste – Obj. 09305212, Lützner Straße) | Lützner Straße (Karte)                                           | 1893 (Gartenpavillon)                                                                                                 | Palmen- und Gesellschaftshaus 1939 abgebrochen, in den 1950er Jahren Einbeziehung der Parkanlage in den Zentralen Kulturpark »Clara Zetkin«, gusseiserner Pavillon, Kassenhäuschen an der Weißen Elster, gartenkünstlerische und stadtgeschichtliche Bedeutung | 09294348 |
| Direkt Bild zu diesem Denkmal hochladen | Sachgesamtheit Palmengarten, mit folgenden Einzeldenkmalen: Klingerhain-Denkmal und Fußgängerbrücke mit Brückenhäuschen zum Klingerhain (siehe Einzeldenkmalliste – Obj. 09260852, Käthe-Kollwitz-Straße) sowie mehrere Brücken, Grotte am ehemaligen Wasserfall und Pavillon am Teich (siehe Einzeldenkmalliste – Obj. 09294348, Lützner Straße), weiterhin Parkanlage | Lützner Straße (Karte)                                           | 1893, später überformt (Parkanlage)                                                                                   | Parkanlage zwischen Jahnallee, Käthe-Kollwitz-Straße und Lützner Straße, Gestaltung als Ausstellungsgelände der Gartenbau-Ausstellung 1893, Palmen- und Gesellschaftshaus 1939 abgebrochen, in den 1950er Jahren Einbeziehung der Parkanlage in den Zentralen Kulturpark »Clara Zetkin«, hübscher gusseiserner Pavillon am Palmengartenteich, Brücke zum Klingerhain mit schmiedeeisernen Geländer und Figurengruppen (Vier-Jahreszeiten-Brücke, heute Klingerhainbrücke), Park in seiner Raumbildung und Flächengliederung erhalten mit Wegesystem, struktur- und raumbildender Bepflanzung sowie Teichanlage – zum Teil trocken – mit Insel und Fontäne, gartenkünstlerisch, städtebaulich und stadtgeschichtliche Bedeutung | 09305212 |
|                                         | Doppelmietshaus in offener Bebauung | Lützner Straße 5; 7 (Karte)                                      | um 1910 (Doppelmietshaus)                                                                                             | Putzfassade mit Kunststeingliederung, bleiverglaste Treppenhausfenster, Terrazzo und flache Wandvorlagen im Eingangsbereich, Reformstil-Architektur, baugeschichtlich von Bedeutung | 09261556 |
|                                         | Wohnhaus (Hinterhaus) mit Garagenhof | Lützner Straße 7a (Karte)                                        | um 1925 (Nebengebäude)                                                                                                | Putzfassade im Stil der 1920er Jahre, ortsgeschichtlich von Bedeutung | 09299046 |
| Weitere Bilder                          | Villa mit Nebengebäude, Villengarten und Hofpflaster | Lützner Straße 9 (Karte)                                         | um 1870 (Villa) | klassizistisch wirkende Putzfassade, eiserner Balkon zur Straße, Wintergarten um 1900 hinzugefügt, baugeschichtlich von Bedeutung | 09261559 |
| Weitere Bilder                          | Wohnhaus in offener Bebauung (Lützner Straße 11) mit Anbau (Birkenstraße 1) und Gedenktafel sowie Denkmal für Ferdinand Götz | Lützner Straße 11 (Karte)                                        | vor 1823 (Wohnhaus), 1926 (Büste)                                                                                     | verputzter Fachwerkbau mit Lehmziegel-Zwischenwänden, ländliches Gebäude im alten Vorort Lindenau, Wohnort des Arztes Dr. Ferdinand Goetz (1826–1915), Mitbegründer und Vorsitzender der deutschen Turnerschaft, neben Turnvater Jahn herausragende Persönlichkeit der Sportbewegung des 19. Jahrhunderts, Götz-Büste von Bildhauer Carl Seffner, baugeschichtlich, ortsentwicklungsgeschichtlich und personengeschichtlich von Bedeutung | 09261561 |
|                                         | Mietshaus in halboffener Bebauung | Lützner Straße 15 (Karte)                                        | um 1900 (Mietshaus)                                                                                                   | mit Tordurchfahrt und Laden, reich dekorierte historisierende Putzfassade, baugeschichtlich von Bedeutung | 09261564 |
|                                         | Mietshaus in geschlossener Bebauung (bauliche Einheit mit Nr. 19) | Lützner Straße 17 (Karte)                                        | 1902–1903 (Mietshaus)                                                                                                 | mit Läden, repräsentative Klinkerfassade mit Erker, Stuckgliederung und Windfangtür im Eingangsbereich, Ladenfronten original, baugeschichtlich von Bedeutung, städtebaulich wirksames Ensemble mit Siemeringstraße 1 | 09261567 |
| Weitere Bilder                          | Mietshaus in halboffener Bebauung und in Ecklage (bauliche Einheit mit Siemeringstraße 1 und mit Lützner Straße 17) | Lützner Straße 19 (Karte)                                        | bezeichnet 1903 (Mietshaus)                                                                                           | mit Tordurchfahrt und Läden, repräsentative Klinkerfassade mit mehreren Erkern, Eckbetonung, Jugendstilstuck im Eingangsbereich, Ladenfronten original, eisernes Treppenhaus, baugeschichtlich von Bedeutung | 09261568 |
| Weitere Bilder                          | Mietshaus in geschlossener Bebauung | Lützner Straße 23 (Karte)                                        | um 1910 (Mietshaus)                                                                                                   | mit Laden, Putzfassade mit zwei Erkern, Ladentür mit geschliffener Verglasung, Stuck und Ausmalung im Eingangsbereich, Windfangtür, Treppenhausfenster mit Resten farbiger Verglasung, Reformstil-Architektur, baugeschichtlich von Bedeutung | 09261570 |
|                                         | Mietshaus in geschlossener Bebauung | Lützner Straße 27 (Karte)                                        | um 1910 (Mietshaus)                                                                                                   | mit Tordurchfahrt, Putzfassade, zwei Erker, Haustür mit geschliffenen Scheiben, Stuck im Eingangsbereich, Reformstil-Architektur, baugeschichtlich von Bedeutung | 09261572 |
| Weitere Bilder                          | Mietshaus in geschlossener Bebauung und Fabrikgebäude im Hof | Lützner Straße 29 (Karte)                                        | um 1910 (Mietshaus)                                                                                                   | Vorderhaus mit Tordurchfahrt und Läden, streng gegliederte Putzfassade, Haustür mit geschliffenem Glas, Terrazzo mit Mosaik und Stuck mit Landschaftsgemälden im Eingangsbereich, Reformstil-Architektur, baugeschichtlich von Bedeutung | 09261573 |
|                                         | Mietshaus in geschlossener Bebauung | Lützner Straße 31 (Karte)                                        | um 1905 (Mietshaus)                                                                                                   | mit Hausdurchgang und Läden, Putz-Klinker-Fassade, zwischen Späthistorismus und Jugendstil, Ladenfront original, Treppenhausfenster mit farbiger Bleiverglasung, baugeschichtlich von Bedeutung | 09261575 |
|                                         | Mietshaus (Nr. 33) in geschlossener Bebauung und Fabrikgebäude (Nr. 33a) im Hof | Lützner Straße 33; 33a (Karte)                                   | um 1905 (Mietshaus)                                                                                                   | Vorderhaus mit Tordurchfahrt und Laden, Putz-Klinker-Fassade, zwischen Späthistorismus und Jugendstil, Stuck und Terrazzo im Eingangsbereich, Treppenhaus mit Ausmalung, bleiverglaste Treppenhausfenster, baugeschichtlich von Bedeutung | 09261576 |
|                                         | Mietshaus in halboffener Bebauung und in Ecklage | Lützner Straße 35 (Karte)                                        | um 1900 (Mietshaus)                                                                                                   | mit Tordurchfahrt und Läden, späthistoristische Klinkerfassade, Windfangtür, Treppenhausfenster mit Resten farbiger Bleiverglasung, baugeschichtlich von Bedeutung | 09261578 |
|                                         | Wohnhaus in offener Bebauung, mit Vorgarten | Lützner Straße 37 (Karte)                                        | um 1850 (Wohnhaus) | ländliches Wohnhaus, Putzfassade, Wintergarten rückseitig mit Bleiverglasung, ortsentwicklungsgeschichtlich von Bedeutung | 09261579 |
| Weitere Bilder                          | Wohnhaus in offener Bebauung, mit winkelförmigem Hofgebäude, Hofpflasterung und Vorgarten | Lützner Straße 39 (Karte)                                        | zwischen 1834 und 1839 (Wohnhaus)                                                                                     | ländliches Wohnhaus, Putzfassade, Krüppelwalmdach, eines der ältesten Gebäude Lindenaus, ortsentwicklungsgeschichtlich von Bedeutung | 09291126 |
| Weitere Bilder                          | Mietshaus in halboffener Bebauung und in Ecklage | Lützner Straße 41 (Karte)                                        | um 1895 (Mietshaus)                                                                                                   | mit Läden, historistische Putzfassade, eine Ladenfront original, städtebaulich und baugeschichtlich von Bedeutung | 09261581 |
|                                         | Mietshaus in geschlossener Bebauung | Lützner Straße 43 (Karte)                                        | um 1890 (Mietshaus)                                                                                                   | mit Läden, historisierende Klinkerfassade, Holzpaneele im Eingangsbereich, baugeschichtlich von Bedeutung | 09298537 |
| Weitere Bilder                          | Kaufhaus (Anschrift: Lützner Straße 45/47 und Merseburger Straße 74) in geschlossener Bebauung in Ecklage | Lützner Straße 45; 47 (Karte)                                    | um 1905 (Kaufhaus) | repräsentative Putzfassade, Eckbetonung durch Loggia und Turm, Treppenhausfenster mit Resten farbiger Bleiverglasung, ortsgeschichtlich und baugeschichtlich von Bedeutung | 09261582 |
|                                         | Mietshaus in geschlossener Bebauung | Lützner Straße 55 (Karte)                                        | um 1900 (Mietshaus)                                                                                                   | Klinkerfassade, Stuck im Eingangsbereich, baugeschichtlich von Bedeutung | 09298536 |
|                                         | Mietshaus in geschlossener Bebauung | Lützner Straße 57 (Karte)                                        | um 1900 (Mietshaus)                                                                                                   | mit Hausdurchgang und Laden, Putz-Klinker-Fassade, Stuckkehle im Hausdurchgang, Ladenfront original, baugeschichtlich von Bedeutung | 09298535 |
|                                         | Mietshaus in geschlossener Bebauung | Lützner Straße 59 (Karte)                                        | um 1895 (Mietshaus)                                                                                                   | mit Tordurchfahrt und Laden, historisierende Klinkerfassade, eiserner Fahnenhalter, schmiedeeiserner Gewerbeausleger, baugeschichtlich von Bedeutung | 09298534 |
|                                         | Mietshaus in geschlossener Bebauung | Lützner Straße 61 (Karte)                                        | um 1910 (Mietshaus)                                                                                                   | mit Hausdurchfahrt und Läden, Putzfassade, zwischen Jugend- und Reformstil, baugeschichtlich von Bedeutung | 09261588 |
|                                         | Mietshaus in geschlossener Bebauung | Lützner Straße 67 (Karte)                                        | um 1905 (Mietshaus)                                                                                                   | mit Tordurchfahrt und Läden, historisierende Klinkerfassade, mit Erker, baugeschichtlich von Bedeutung | 09261591 |
|                                         | Mietshaus in geschlossener Bebauung, mit Hinterhaus und Werkstattgebäude im Hof | Lützner Straße 71 (Karte)                                        | um 1905 (Mietshaus)                                                                                                   | Vorderhaus mit Tordurchfahrt und Läden, Putzfassade im geometrischen Jugendstil, Hintergebäude mit Klinkergliederung, baugeschichtlich von Bedeutung | 09261594 |
|                                         | Mietshaus in geschlossener Bebauung | Lützner Straße 73 (Karte)                                        | um 1903 (Mietshaus)                                                                                                   | mit Tordurchfahrt und Laden, historisierende Klinkerfassade, baugeschichtlich von Bedeutung | 09298533 |
|                                         | Mietshaus in geschlossener Bebauung | Lützner Straße 75 (Karte)                                        | um 1905 (Mietshaus)                                                                                                   | mit Tordurchfahrt, historisierende Klinkerfassade, Traufe mit Schablonenmalerei, Wohnungstüren mit Supraporten, preußische Kappen in der Tordurchfahrt, baugeschichtlich von Bedeutung | 09298532 |
|                                         | Mietshaus in geschlossener Bebauung sowie ein Fabrikgebäude im Hof und Hofpflasterung | Lützner Straße 77 (Karte)                                        | 1908–1909 (Mietshaus), 1910 (Fabrikgebäude)                                                                           | Vorderhaus mit Tordurchfahrt, Putzfassade, Holzkassettendecke in der Tordurchfahrt, Reformstil-Architektur, Hintergebäude Klinkerbau, baugeschichtlich von Bedeutung | 09261596 |
| Direkt Bild zu diesem Denkmal hochladen | Fabrikgebäude und Toreinfahrt | Lützner Straße 91 (Karte)                                        | um 1900 (Fabrikgebäude)                                                                                               | Fabrikbau mit zeittypischer Klinkerfassade, schmiedeeisernes Tor, das Hauptgebäude (um 1910) kein Denkmal, ortsgeschichtlich von Bedeutung | 09261598 |
|                                         | Mietshaus (mit zwei Hausnummern) in halboffener Bebauung | Lützner Straße 93; 95 (Karte)                                    | um 1905 (Mietshaus)                                                                                                   | mit Tordurchfahrt, Putzfassade, Reformstil, baugeschichtlich von Bedeutung | 09261600 |
| Weitere Bilder                          | Mietshaus (mit zwei Hausnummern) in geschlossener Bebauung | Lützner Straße 97; 99 (Karte)                                    | um 1905 (Wohn- und Geschäftshaus)                                                                                     | mit Tordurchfahrt, Putzfassade, zwischen Reform- und Jugendstil, Stuck und Holzpaneele in der Tordurchfahrt, Treppenhausfenster mit Jugendstilverglasung, baugeschichtlich von Bedeutung | 09261603 |
|                                         | Mietshaus in geschlossener Bebauung (bauliche Einheit mit Nr. 103) | Lützner Straße 101 (Karte)                                       | um 1905 (Mietshaus)                                                                                                   | Klinkerfassade, Stuckkehle sowie Schablonenmalerei und Freihandmalerei an der Decke im Eingangsbereich, Schablonenmalerei im Treppenhaus, baugeschichtlich von Bedeutung | 09298531 |
|                                         | Mietshaus in geschlossener Bebauung und in Ecklage (bauliche Einheit mit Nr. 101) | Lützner Straße 103 (Karte)                                       | um 1905 (Mietshaus)                                                                                                   | mit Eckkneipe und Laden, Klinker-Putz-Fassade, mit Turmerker an der Ecke, Stuckkehle im Eingangsbereich, Treppenhausfenster mit Resten farbiger Bleiverglasung, baugeschichtlich von Bedeutung | 09261605 |
|                                         | Mietshaus in geschlossener Bebauung und in Ecklage | Lützner Straße 105 (Karte)                                       | 1904–1906 (Mietshaus)                                                                                                 | ehemals mit Eckgaststätte, Putzfassade, Treppenhausauge, Schablonenmalerei im gesamten Haus, baugeschichtlich von Bedeutung In Ecklage zur Henriettenstraße entstand das unspektakuläre Gebäude in den Jahren 1904–1906, wobei die längere Bauzeit einem zweimaligen Besitzerwechsel geschuldet war. Bauherr war der spätere Gasthofbesitzer Wilhelm Wesche aus Altranstädt, der zeitweise von Malermeister Ernst Siebert aus Möckern abgelöst war. Die Pläne fertigte der Architekt Erhardt Krauß. Weitere Grundstückseigentümer waren der Pegauer Gastwirt und spätere Hotelbesitzer in Elsterberg Wilhelm Oskar Hartig (ab 1908), Färbermeister Franz Wilhelm Märtz (1920), Vorarbeiter Felix Emil Otto Winter (auch 1920) sowie ab 1922 Kaufmann Wilhelm Albert Karl Stops (1922), der 1928 eine Dachgeschosswohnung einrichten ließ. Ein Laden erfuhr seine Umgestaltung zu Wohnraum 1958, der zweite Laden im Jahr 1969. Sommer 2015 steht das noch unsanierte Haus leer. Merkwürdigerweise zeigt das viergeschossige Gebäude keine ins Auge springenden Schmuck- oder Dekorelemente des Jugendstils, weist vielmehr lediglich eine glatte Putzfassade mit feiner Ritzung, Kunststeinformteilen als Fensterrahmungen auf. Verzichtet wurde auf eine repräsentative Akzentuierung der verbrochenen Ecke oder des Hauseingangs, die Traufe ist geglättet. LfD/2014, 2015 | 09298530 |
|                                         | Mietshaus in geschlossener Bebauung | Lützner Straße 107 (Karte)                                       | bezeichnet 1909 (Mietshaus)                                                                                           | Putzfassade, Treppenhausfenster mit Resten farbiger Bleiverglasung, Terrazzo und Stuckgliederung im Eingangsbereich, Reformstil-Architektur, baugeschichtlich von Bedeutung | 09261607 |
|                                         | Mietshaus in geschlossener Bebauung | Lützner Straße 109 (Karte)                                       | um 1910 (Mietshaus)                                                                                                   | Putzfassade, Terrazzo und Wandgliederung im Eingangsbereich, bleiverglaste Treppenhausfenster, Reformstil-Architektur, baugeschichtlich von Bedeutung | 09261608 |
| Weitere Bilder                          | Mietshaus in halboffener Bebauung und in Ecklage | Lützner Straße 111 (Karte)                                       | um 1910 (Mietshaus)                                                                                                   | ehemals mit Laden, Putzfassade mit vier Erkern, bleiverglaste Treppenhausfenster, Reformstil-Architektur, baugeschichtlich von Bedeutung | 09261609 |
|                                         | Mietshaus (mit Sgraffito) in halboffener Bebauung und in Ecklage (bauliche Einheit mit Jordanstraße 7/9) | Lützner Straße 113 (Karte)                                       | 1935 (Mietshaus), 1935 (Sgraffito)                                                                                    | traditionalistische Putzfassade der 1930er Jahre mit Sgraffito von Mönkemeyer aus Dresden und Inschrift, baugeschichtlich von Bedeutung Die kleine Mietshausgruppe (mit Jordanstraße 7/9) entstand als Ziegelbau mit Putzfassade 1935 als steuerbefreiter Kleinwohnungsbau. Initiatorin war die „Wolfswinkel“ Grundstücks- und Siedlungs-Gesellschaft mbH Leipzig mit Sitz im Europahaus am Augustusplatz. Baumeister Erich Baum wurde mit der Umsetzung der von den Architekten Bormüller & Arzt gelieferten Pläne beauftragt. In jedem der Häuser kamen pro Etage drei Wohnungen zur Einrichtung, im Parterre deren jeweils nur zwei. Baugenehmigung wurde am 14. Mai erteilt „zur Errichtung von zwei viergeschossigen und einem dreigeschossigen Wohngebäude“. Auf die Jahre 1995/1996 datiert ein Sanierungs-Vorhaben, einhergehend mit dem Ausbau der Dachgeschosse. Errichtet wurde die Häusergruppe auf einem noch freien Grundstück im von Historismus- und Jugendstilbauten geprägten Erweiterungsgebiet, benachbart war eine Tankstelle. Wirkung erzielen vor allem die Stellung der Eckgebäude zueinander und die Mittenbetonung der Putzfassade durch die jeweilige Anordnung der Hauseingänge und Treppenhäuser, hinter den kleinen Quadratfenstern des ein Mezzanin suggerierenden fünften Geschosses lagen Trockenboden und Bodenkammern. Seltenheitswert besitzt das Giebelsgraffito am Haus Lützner Straße 113 mit Darstellung einer Baustelle und längerem (Propaganda-)Text nach Entwurf des Dresdner Künstlers Mönkemeyer. Die einfache aber handwerklich solide Ausstattung war zum Zeitpunkt der Erfassung 1993 weitgehend erhalten, die nach 15 Jahren bereits sichtbaren Bauschäden an den Häusern zeigen, dass in den 1990er Jahren eine wohl zu günstige Sanierung erfolgte. LfD/2011, 2014, 2015 | 09261610 |
|                                         | Mietshaus in geschlossener Bebauung | Merseburger Straße 27 (Karte)                                    | um 1885 (Mietshaus)                                                                                                   | mit Laden, Putzfassade, baugeschichtlich von Bedeutung | 09298560 |
|                                         | Mietshaus in geschlossener Bebauung | Merseburger Straße 29 (Karte)                                    | um 1885 (Mietshaus)                                                                                                   | mit Hausdurchgang und ehemals mit Laden, Putzfassade, baugeschichtlich von Bedeutung | 09298559 |
|                                         | Mietshaus in geschlossener Bebauung | Merseburger Straße 33 (Karte)                                    | um 1885 (Mietshaus)                                                                                                   | mit Hausdurchgang, mit Läden, historisierende Putzfassade, baugeschichtlich von Bedeutung | 09298558 |
|                                         | Mietshaus in geschlossener Bebauung | Merseburger Straße 37 (Karte)                                    | um 1900 (Mietshaus)                                                                                                   | mit Tordurchfahrt und Laden, einige Wandkacheln im Laden erhalten mit Jagdmotiven, historisierende Klinkerfassade, baugeschichtlich von Bedeutung | 09261645 |
|                                         | Mietshaus in geschlossener Bebauung | Merseburger Straße 38a (Karte)                                   | um 1900 (Mietshaus)                                                                                                   | mit Läden, Putz-Klinker-Fassade mit Erker, Stuckmasken und Ornamentkacheln im Eingangsbereich, Treppenhausfenster mit Ätzglas und farbiger Bleiverglasung, baugeschichtlich von Bedeutung | 09261647 |
|                                         | Mietshaus in geschlossener Bebauung | Merseburger Straße 38b (Karte)                                   | um 1900 (Mietshaus)                                                                                                   | mit Tordurchfahrt und Laden, Klinkerfassade, baugeschichtlich von Bedeutung | 09298561 |
|                                         | Mietshaus in geschlossener Bebauung | Merseburger Straße 38c (Karte)                                   | um 1905 (Mietshaus)                                                                                                   | mit Tordurchfahrt und Laden, Putzfassade mit Jugendstildekoration, baugeschichtlich von Bedeutung | 09261648 |
|                                         | Mietshaus in geschlossener Bebauung | Merseburger Straße 39 (Karte)                                    | 1887, später überformt (Mietshaus)                                                                                    | mit Hausdurchgang und Läden, Putzfassade, baugeschichtlich von Bedeutung | 08967686 |
|                                         | Mietshaus in ehemals geschlossener Bebauung | Merseburger Straße 40 (Karte)                                    | um 1885 (Mietshaus)                                                                                                   | mit Tordurchfahrt, Putzfassade, Traufbereich mit Fries, baugeschichtlich von Bedeutung | 09298562 |
|                                         | Mietshaus in halboffener Bebauung und in Ecklage | Merseburger Straße 41 (Karte)                                    | um 1910 (Mietshaus)                                                                                                   | mit Läden, Putzfassade mit Erkern, Windfangtür, eisernes Treppenhaus, Treppenhausfenster mit Resten farbiger Bleiverglasung, zwischen Reform- und Jugendstil, baugeschichtlich von Bedeutung | 09261649 |
|                                         | Mietshaus in halboffener Bebauung | Merseburger Straße 43 (Karte)                                    | um 1875 (Mietshaus)                                                                                                   | historisierende Putzfassade, baugeschichtlich von Bedeutung | 09298564 |
|                                         | Mietshaus in geschlossener Bebauung | Merseburger Straße 46 (Karte)                                    | um 1875 (Mietshaus)                                                                                                   | mit Laden und Tordurchfahrt, Putzfassade, Wandgliederung im Eingangsbereich, baugeschichtlich von Bedeutung | 09298563 |
| Direkt Bild zu diesem Denkmal hochladen | Werkstattgebäude im Hof eines Mietshausgrundstücks | Merseburger Straße 48 (Karte)                                    | 1892–1895 (Werkstatt)                                                                                                 | als Möbelwerkstatt und Polsterei erbaut, Klinkerfassade, baugeschichtlich und ortsentwicklungsgeschichtlich von Bedeutung Hinter einem heute völlig geglätteten Vordermietshaus von 1883 mit Kneipe im Erdgeschoss steht, einem verwunschenen Schlösschen gleich, ein mit gelber Klinkerfassade versehenes Hintergebäude im Hof – zweigeschossig, mit kleinem Zwerchhaus. Pläne für das Werksgebäude stammen aus dem Jahr 1892, als der Möbelhändler Eduard Walther den Architekten Bernhard Richter mit der Planung und Gustav Langhammer mit der Ausführung der Arbeiten beauftragte. 1895 erfolgten Umbauten im Hinter- und Vorderhaus sowie die Errichtung eines Pferdestalls mit Waschhaus. Das Innere des Werkstattgebäudes beinhaltet jeweils nur einen großen Raum in den beiden Geschossen. Erhalten sind Türen, Fenster, Farbfassungen in den Räumen sowie eine Art-Decó-Ausmalung des Treppenraumes. Der Umbau zu Wohnzwecken ist für 2017/2018 vorgesehen. Für das Werkstattgebäude ist ein baugeschichtlicher Wert festzuhalten. LfD/2017 | 08966035 |
|                                         | Mietshaus in geschlossener Bebauung | Merseburger Straße 49 (Karte)                                    | um 1880 (Mietshaus)                                                                                                   | mit Tordurchfahrt und Läden, Putzfassade, baugeschichtlich von Bedeutung | 09298565 |
| Direkt Bild zu diesem Denkmal hochladen | Mietshaus in geschlossener Bebauung | Merseburger Straße 50 (Karte)                                    | um 1870 (Mietshaus)                                                                                                   | mit Läden, Putzfassade mit feiner Stuckgliederung, baugeschichtlich von Bedeutung | 09261741 |
|                                         | Mietshaus in geschlossener Bebauung | Merseburger Straße 51 (Karte)                                    | um 1880 (Mietshaus)                                                                                                   | mit Tordurchfahrt und Laden, Putzfassade, baugeschichtlich von Bedeutung | 09298566 |
|                                         | Mietshaus in geschlossener Bebauung | Merseburger Straße 52 (Karte)                                    | um 1890 (Mietshaus)                                                                                                   | mit Tordurchfahrt und Laden, Putzfassade, geätzte Treppenhausfenster, baugeschichtlich von Bedeutung | 09261651 |
|                                         | Mietshaus in geschlossener Bebauung, mit winkelförmiger Hofbebauung und Hofpflaster | Merseburger Straße 53 (Karte)                                    | um 1880 (Mietshaus)                                                                                                   | Vorderhaus mit Tordurchfahrt und Laden, Putzfassade, baugeschichtlich von Bedeutung | 09261652 |
|                                         | Mietshaus in geschlossener Bebauung und Werkstattgebäude im Hof | Merseburger Straße 55 (Karte)                                    | um 1880 (Mietshaus)                                                                                                   | Vorderhaus mit Hausdurchgang, Putzfassade, geätzte Treppenhausfenster, baugeschichtlich von Bedeutung | 09261654 |
|                                         | Schulgebäude mit Einfriedung und Gedenktafel für Oskar Pache (Turnhalle, siehe Hähnelstraße 2) | Merseburger Straße 56; 58 (Karte)                                | vor 1890 (Berufsschule), bezeichnet 1907 (Gedenktafel)                                                                | zeittypische Putzfassade, siehe auch Hähnelstraße 2, Gedenktafel für Oskar Pache, den Begründer des Deutschen Vereins für das Fortbildungsschulwesen, ortsgeschichtlich von Bedeutung | 09261655 |
| Direkt Bild zu diesem Denkmal hochladen | Denkmal für die Gefallenen des deutsch-französischen Krieges 1870/1871 | Merseburger Straße 56; 58 (bei) (Karte)                          | nach 1871 (Gefallenendenkmal)                                                                                         | Porphyrtuff-Obelisk, ortsgeschichtlich von Bedeutung Seit 1872 erinnert ein Denkmal an die im Deutsch-Französischen Krieg 1870/1871 Gefallenen der Gemeinde Lindenau. Über einem Stufenpodest aus Naturstein erhebt sich der Sockel mit den Inschriften und darüber steht ein ebenfalls aus Rochlitzer Porphyrtuff geschlagener Obelisk. Freiwillige Spender und Mittel aus dem schmalen Lindenauer Gemeindebudget ermöglichten die Aufstellung als dem ersten Kriegerdenkmal einer Leipziger Gemeinde, zunächst wirkungsvoll auf dem Lindenauer Markt. Die Umsetzung an den jetzigen Standort, den Rand des Schulgeländes und gegenüber der heutigen Schillingstraße 18, erfolgte siebzehn Jahre später. Eine nochmalige Umsetzung auf die Grünanlage zwischen Aurelien- und Karl-Heine-Straße scheiterte zu Beginn des 20. Jahrhunderts an den Kosten. Zeugnis- und Erinnerungswert, Bedeutung für die Volksbildung und die Ortsgeschichte. LfD/2014 | 09261653 |
|                                         | Mietshaus in geschlossener Bebauung | Merseburger Straße 57 (Karte)                                    | um 1880 (Mietshaus)                                                                                                   | Putzfassade, Stuckpilaster im Eingangsbereich, Wohnungstüren mit geätzter Verglasung, baugeschichtlich von Bedeutung | 09261657 |
|                                         | Mietshaus in geschlossener Bebauung | Merseburger Straße 59 (Karte)                                    | um 1880 (Mietshaus)                                                                                                   | mit Läden, Putzfassade, Wand- und Deckenstuck im Eingangsbereich, baugeschichtlich von Bedeutung | 09261658 |
| Direkt Bild zu diesem Denkmal hochladen | Hinterhaus (Anschrift: Merseburger Straße 61) eines Mietshausgrundstückes und Fotoateliergebäude im Hof (Anschrift: GutsMuthsstraße 17) sowie Hofpflasterung | Merseburger Straße 61 (Karte)                                    | um 1890 (Hinterhaus)                                                                                                  | Hofgebäude mit Durchgang, schlichte Putzfassade, ortsentwicklungsgeschichtlich von Bedeutung | 09261659 |
|                                         | Mietshaus in geschlossener Bebauung | Merseburger Straße 64 (Karte)                                    | um 1880 (Mietshaus)                                                                                                   | Putzfassade, Deckenstuck im Eingangsbereich, bleiverglastes Haustüroberlicht, baugeschichtlich von Bedeutung | 09261661 |
|                                         | Mietshaus in halboffener Bebauung | Merseburger Straße 64b (Karte)                                   | um 1900 (Mietshaus)                                                                                                   | Klinkerfassade, Stuckmedaillons und Holztäfelung im Eingangsbereich, bleiverglaste Treppenhausfenster, baugeschichtlich von Bedeutung | 09261662 |
|                                         | Wohnhaus in halboffener Bebauung | Merseburger Straße 69 (Karte)                                    | um 1875 (Wohnhaus) | reich dekorierte Putzfassade, Sandsteinstufen im Eingangsbereich, rückseitig eisernes Vordach, seitlich zweigeschossige Holzveranda, baugeschichtlich von Bedeutung | 09261663 |
| Direkt Bild zu diesem Denkmal hochladen | Kaufhaus (Anschrift: Lützner Straße 45/47 und Merseburger Straße 74) in geschlossener Bebauung in Ecklage | Merseburger Straße 74 (Karte)                                    | um 1905 (Kaufhaus) | repräsentative Putzfassade, Eckbetonung durch Loggia und Turm, Treppenhausfenster mit Resten farbiger Bleiverglasung, ortsgeschichtlich und baugeschichtlich von Bedeutung | 09261582 |
|                                         | Fassade eines ehemaligen Mietshauses in geschlossener Bebauung in Ecklage | Merseburger Straße 75 (Karte)                                    | um 1905 (Fassade) | mit Ladeneinbauten, Klinkerfassade, Eckerker und weiterer Erker, ehemals Stuck im Eingangsbereich, städtebaulich von Bedeutung | 09261666 |
| Direkt Bild zu diesem Denkmal hochladen | Vorgelagerte Grünfläche auf der Spitze der ehemaligen Friesenschule als ehemaliger Schmuckplatz einschließlich historischem Bordverlauf (Mosaikpflaster/Granitkrustenplatten) und der Baumreihe an der Friesenstraße | Rietschelstraße (Karte)                                          | Nach 1900 | Platzbildprägend sowie garten- und ortsentwicklungsgeschichtlich von Bedeutung | 09307359 |
| Direkt Bild zu diesem Denkmal hochladen | Doppelmietshaus in geschlossener Bebauung | Röntgenstraße 8; 10 (Karte)                                      | 1903–1905 (Doppelmietshaus)                                                                                           | Putzfassade mit zeittypischer Putzgliederung, baugeschichtlich von Bedeutung | 09298731 |
|                                         | Mietshaus in geschlossener Bebauung (bauliche Einheit mit Nr. 7) | Schadowstraße 5 (Karte)                                          | um 1910 (Mietshaus)                                                                                                   | Putzfassade, bleiverglaste Treppenhausfenster, Reformstil, baugeschichtlich von Bedeutung | 09261804 |
| Weitere Bilder                          | Reihenhaus-Wohnanlage, mit Treppe und Stützmauer | Schadowstraße 6; 6a; 6b; 6c; 6d; 6e; 6f; 6 g; 6h; 6i; 6k (Karte) | um 1925/1930 (Reihenhaus)                                                                                             | Putzfassade, eine Wohnanlage des Bauvereins zur Schaffung preiswerter Wohnungen in Leipzig, baugeschichtlich und sozialgeschichtlich von Bedeutung | 09261805 |
|                                         | Mietshaus in geschlossener Bebauung (bauliche Einheit mit Nr. 5) | Schadowstraße 7 (Karte)                                          | um 1910 (Mietshaus)                                                                                                   | Putzfassade, qualitätvolle Wandkacheln, Reformstil, baugeschichtlich von Bedeutung | 09261806 |
|                                         | Mietshaus in geschlossener Bebauung | Schadowstraße 9 (Karte)                                          | um 1910 (Mietshaus)                                                                                                   | Putzfassade, Reformstil, baugeschichtlich von Bedeutung | 09261807 |
|                                         | Postgebäude in halboffener Bebauung | Schadowstraße 10 (Karte)                                         | um 1915 (Fernsprechamt)                                                                                               | gut gegliederte Putzfassade, mit Zugang von der Josephstraße, ehemals Fernsprechamt (Fassadenaufschrift), ortsgeschichtlich von Bedeutung | 09261808 |
|                                         | Wohnhaus in offener Bebauung mit Hinterhaus und Hofgebäude | Schillingstraße 5 (Karte)                                        | 1867 (Wohnhaus), 1887 (Hinterhaus), 1887 (Nebengebäude)                                                               | Wohngebäude an der Hähnelstraße, Putzfassaden, Dokumente der vorgründerzeitlichen Ortserweiterung und Verstädterung, wissenschaftlich-dokumentarischer Wert, Seltenheitswert Im Juni 1867 ergeht Bauantrag für eines der spätklassizistischen Handwerkerhäuser, wie sie seinerzeit zu hunderten in Leipzig und den umgebenden Vororten errichtet wurden: Das zweigeschossige Ziegelgebäude mit Putzfassade und Fachwerk-Zwischenwänden im Inneren wurde von Zimmermeister August Schmidt entworfen und für den Bauherren Gottfried Eduard Scheide gemeinsam mit Maurermeister Julius Langrock bis Dezember ausgeführt. 1872 kam es zur Errichtung eines Flügelanbaus im Hof, 1875 eines Waschhhauses und 1887 eines Seiten- und Hinterwohngebäudes. Pläne in den 1920er Jahren, das Gebäude um ein Geschoss zu übersetzen, zwei Achsen anzufügen und ein Treppenhaus im Hof anzubauen, kamen nicht zur Ausführung. Noch heute zeigt das sechsachsige Wohngebäude nachvollziehbar den Wandel von dörflicher Bauweise hin zu eher städtisch geprägten Wohn- und Gewerbebauten in den Leipziger Vororten, kaum ein erhaltenes Dutzend dieser Häuser aus Leipzig ist in der Kulturdenkmalliste des Freistaates Sachsen eingetragen (Seltenheitswert). Sanierung 2012 einschließlich der Hofgebäude. LfD/2011 | 09261373 |
|                                         | Mietshaus in ehemals geschlossener Bebauung | Schillingstraße 12 (Karte)                                       | um 1880 (Mietshaus)                                                                                                   | mit Tordurchfahrt, historisierende Putzfassade, baugeschichtlich von Bedeutung | 09298571 |
|                                         | Mietshaus in geschlossener Bebauung | Schillingstraße 14 (Karte)                                       | 1913 (Mietshaus) | Teil einer Wohnhausgruppe (Nummer 14-20) des Bauvereins zur Schaffung preiswerter Wohnungen in Leipzig, zeittypische Putzfassade, farbig verglaste Treppenhausfenster, Terrazzo im Eingangsbereich, baugeschichtlich und sozialgeschichtlich von Bedeutung | 09261809 |
|                                         | Mietshaus in geschlossener Bebauung | Schillingstraße 16 (Karte)                                       | 1913 (Mietshaus) | Teil einer Wohnhausgruppe (Nummer 14-20) des Bauvereins zur Schaffung preiswerter Wohnungen in Leipzig, zeittypische Klinker-Putz-Fassade, farbig verglaste Treppenhausfenster, baugeschichtlich und sozialgeschichtlich von Bedeutung | 09261810 |
|                                         | Mietshaus in geschlossener Bebauung | Schillingstraße 16a (Karte)                                      | 1913 (Mietshaus) | Teil einer Wohnhausgruppe (Nummer 14-20) des Bauvereins zur Schaffung preiswerter Wohnungen in Leipzig, zeittypische Putzfassade, Fußbodenkacheln und Terrazzo im Eingangsbereich, baugeschichtlich und sozialgeschichtlich von Bedeutung | 09261811 |
|                                         | Mietshaus in geschlossener Bebauung, mit Waschhaus | Schillingstraße 18 (Karte)                                       | 1913 (Mietshaus) | Teil einer Wohnhausgruppe (Nummer 14-20) des Bauvereins zur Schaffung preiswerter Wohnungen in Leipzig, zeittypische Klinker-Putz-Fassade, farbig verglaste Treppenhausfenster, baugeschichtlich und sozialgeschichtlich von Bedeutung | 09261812 |
|                                         | Mietshaus in geschlossener Bebauung | Schillingstraße 20 (Karte)                                       | 1913 (Mietshaus) | Teil einer Wohnhausgruppe (Nummer 14-20) des Bauvereins zur Schaffung preiswerter Wohnungen in Leipzig, zeittypische Putzfassade, farbig verglaste Treppenhausfenster, baugeschichtlich und sozialgeschichtlich von Bedeutung | 09261813 |
|                                         | Mietshaus in halboffener Bebauung und in Ecklage (bauliche Einheit mit Lützner Straße 19) | Siemeringstraße 1 (Karte)                                        | bezeichnet 1903 (Mietshaus)                                                                                           | mit Tordurchfahrt und Laden, repräsentative Klinkerfassade, Ladenfront ehemals original, Stuck im Treppenhaus, Treppenhausfenster mit Resten farbiger Bleiverglasung, baugeschichtlich von Bedeutung | 09261814 |
|                                         | Mietshaus in geschlossener Bebauung und in Ecklage | Siemeringstraße 2 (Karte)                                        | um 1900 (Mietshaus)                                                                                                   | mit Tordurchfahrt und Laden, historisierende Klinker-Putz-Fassade, reicher Stuck und Holzpaneele im Eingangsbereich, geätzte Treppenhausfenster, baugeschichtlich von Bedeutung | 09261815 |
|                                         | Mietshaus in geschlossener Bebauung und Hofpflasterung | Siemeringstraße 4 (Karte)                                        | um 1900 (Mietshaus)                                                                                                   | mit Tordurchfahrt und Laden, historisierende Klinkerfassade, baugeschichtlich von Bedeutung | 09261816 |
|                                         | Mietshaus in geschlossener Bebauung | Siemeringstraße 6 (Karte)                                        | um 1900 (Mietshaus)                                                                                                   | mit Tordurchfahrt, historisierende Klinkerfassade, Stuck in der Tordurchfahrt, baugeschichtlich von Bedeutung | 09261817 |
|                                         | Mietshaus in geschlossener Bebauung | Siemeringstraße 8 (Karte)                                        | um 1900 (Mietshaus)                                                                                                   | mit Tordurchfahrt und Laden, historisierende Klinkerfassade, Ladenfront original, Stuckgliederung in der Tordurchfahrt, baugeschichtlich von Bedeutung | 09261818 |
|                                         | Mietshaus in geschlossener Bebauung | Siemeringstraße 10 (Karte)                                       | 1900–1901 (Mietshaus)                                                                                                 | mit Tordurchfahrt, gut gegliederte Putzfassade, im geschlossenen gründerzeitlichem Straßenzug, mit baugeschichtlichem Wert In den Jahren 1900 und 1901 entstand auf Initiative von Maurerpolier Robert Julius Starke, der zugleich die Ausführung übernahm, der in geschlossener Mietshauszeile liegende Wohnbau mit Durchfahrt und straßenseitigem Hauseingang, jeweils zwei Wohnungen in den oberen Etagen. Zeitgleich entstand ein Hintergebäude mit Werkstatt, Lagerraum und Waschküche. Nach erfolgter Schlussrevision gelangte das Grundstück in den Besitz von Schlossermeister Friedrich Wilhelm Rudolph, der später auch das Nachbargrundstück Nummer 12 übernahm. Eine Sanierung erfolgte in der Mitte der 1990er Jahre. Die 1993 noch komplett original erhaltene Fassade streicht durch Giebelverdachungen über den Fenstern die Beletage heraus, auch ein Ornamentfries zwischen dem 2. und 3. Obergeschoss zeigt jugendstiliges Rankenwerk. Originales Treppenhaus, u. a. mit Jugendstilstuckkehle im Eingangsbereich. Ortsbaugeschichtlich von Interesse. LfD/2011 | 09261819 |
|                                         | Mietshaus in halboffener Bebauung | Siemeringstraße 12 (Karte)                                       | 1899–1900 (Mietshaus)                                                                                                 | historisierende Klinkerfassade, ortsteilentwicklungsgeschichtliches Zeugnis mit bauhistorischem Wert Kaufmann Albert Robert Martin aus Reudnitz nahm Architekt Erhardt Krauß unter Vertrag und beauftragte ihn mit der Errichtung eines ortsteiltypischen Mietshauses. In den Jahren 1899 und 1900 entstand ein achtachsiges Vorderwohngebäude mit durch Kunststein gegliederter Klinkerfassade über genutetem Erdgeschoss. Der Eingang liegt mittig, jeweils zwei Achsen bilden durch ihre herausgehobene Gestaltung Seitenrisalite. In den Bögen des 1. Obergeschosses taucht Jugendstilornamentik auf, während ansonsten historistisches Stilvokabular Verwendung fand. Jede Etage nahm zwei Wohnungen auf, im Dachgeschoss wurde eine Hausmannswohnung eingerichtet. Namentlich bekannte Besitzer waren Töpfermeister Karl Kahler (ab 1901), Bürovorsteher Albert Reinhardt (1901), Malermeister Heinrich Georg Max Triebe, Buchdruckereibesitzer Karl Heinrich Scheithauer (1909) und Schlossermeister Wilhelm Franz Rudolph. Sanierung wohl 1996 ohne Beteiligung der Denkmalbehörden mit wenig vorteilhaftem Dachgeschossausbau und geschmackloser Innensanierung, hier nur eine schöne hölzerner Treppenanlage und originale Fußbodenfliesen im Eingangsbereich überkommen. Das Haus im geschlossenen Straßenzug ist Zeugnis der Ortsteilentwicklung und bauhistorisch von Interesse. LfD/2011 | 09261820 |
|                                         | Mietshaus in halboffener Bebauung | Siemeringstraße 13 (Karte)                                       | 1897–1898 (Mietshaus)                                                                                                 | mit Tordurchfahrt, Putzfassade in moderner Gestaltungsauffassung, Stuck und Schablonenmalerei in der Tordurchfahrt, baugeschichtlich von Bedeutung Zunächst wurde ein 1858 von Zimmermeister August Schmidt errichtetes Wohngebäude abgebrochen, bevor der in Reudnitz ansässige Kaufmann Julius Nagel mit der Umsetzung von Plänen zum Neubau eines viergeschossigen Mietshauses beginnen konnte. Für Entwurf und Bauleitung ist Architekt Alfons Berger namhaft, für die Ausführung die Baumeister Ohme & Bechert. Ein erster Entwurf des 1897–1898 entstandenen Gebäudes zeigt eine antiquierte gründerzeitliche Architekturauffassung mit ungewöhnlich schmalen Fenstern und einer sehr kräftigen Fensterrahmung in der Beletage. Am 11. Oktober 1897 werden die neue Fassade präsentiert und Pläne für ein Seitengebäude im Hof (Werkstatt und Waschküche) eingereicht, um eine Hausmannswohnung im Dachgeschoss wird noch gerungen. Der neue Fassadenentwurf will nicht so recht glauben lassen, dass beide Entwürfe aus der Hand des gleichen Architekten geflossen sind. Und wirklich ist die repräsentative und vor allem moderne Gestaltungsauffassung zu großen Teilen eine Kopie des prachtvollen Hauses Waldstraße 4, dessen Gestaltung durch August Händel oder Theodor Franke ferner auch der Mitwirkung von Paul Möbius zugeschrieben wird (Bauherr Franz Linke). Insbesondere zeigen das Zugangsportal, die Kopplung zweier Geschosse durch Rundbögen in den seitlichen Achsen, der Wechsel von Rund- und Rechteckfenstern sowie die Reihung von Rundbogenfenstern im obersten Stockwerk deutlich das weitgehende Kopieren des 1894–1895 erbauten Hauses am Waldplatz. Geradezu bieder und unvollendet wirkt die Trauf- und Dachzone des Hauses Siemeringstraße 13, die weitgehend – wohl auch aus baupolizeilichen sowie finanziellen Gründen – dem ersten Entwurf folgt. Zur Konkurrenzthematik zwischen den beiden Architekten Alfons Berger und Paul Möbius darf auf das Buch von Stefan W. Krieg und Bodo Pientka „Paul Möbius. Jugendstil in Leipzig“ verwiesen werden. Die Wohnungen bestehen jeweils aus zwei Zimmern, Kammer, Küche und Korridor. Im Hof ist 1911 eine Mineralwasserfabrik genannt, 1933 erfolgt der Einbau einer Notwohnung im Seitengebäude. Das Vorderhaus heute leider weitgehend mit geglätteter Fassade und der vielgestaltigen Putzstrukturen beraubt, die Ausstattung teilweise erhalten, unter anderem Stuck in der Tordurchfahrt. LfD/2008 | 09292218 |
|                                         | Mietshaus in geschlossener Bebauung | Siemeringstraße 15 (Karte)                                       | um 1900 (Mietshaus)                                                                                                   | mit Tordurchfahrt und ehemals mit Laden, historisierende Klinkerfassade, Holzpaneele und Reste der Ausmalung in der Tordurchfahrt, baugeschichtlich von Bedeutung | 09261822 |
|                                         | Mietshaus in halboffener Bebauung, mit Garagengebäude im Hof und Hofpflasterung | Siemeringstraße 20 (Karte)                                       | um 1910 (Mietshaus)                                                                                                   | Vorderhaus mit Tordurchfahrt und Laden, Putz-Klinker-Fassade, Anklänge an den Jugendstil, Ladenfront original, Stuck im Eingangsbereich, Treppenhausfenster mit Resten farbiger Bleiverglasung, baugeschichtlich von Bedeutung | 09261823 |
|                                         | Mietshaus in geschlossener Bebauung | Siemeringstraße 22 (Karte)                                       | um 1895 (Mietshaus)                                                                                                   | mit Hausdurchgang, zeittypisch gegliederte Putzfassade, baugeschichtlich von Bedeutung | 09292614 |
|                                         | Mietshaus in geschlossener Bebauung | Siemeringstraße 24 (Karte)                                       | um 1885 (Mietshaus)                                                                                                   | mit Tordurchfahrt, historisierende Putzfassade, baugeschichtlich von Bedeutung | 09298581 |
|                                         | Mietshaus in halboffener Bebauung | Siemeringstraße 26 (Karte)                                       | um 1910 (Mietshaus)                                                                                                   | mit Tordurchfahrt, Putzfassade mit zwei Erkern, zwischen Jugendstil und Reformstil, Windfangtür, baugeschichtlich von Bedeutung | 09261824 |
|                                         | Scheune und Hofgebäude sowie Hofpflaster eines Wohnhausgrundstücks | Zschochersche Straße 4 (Karte)                                   | Mitte 19. Jh. (Scheune)                                                                                               | Ziegelbauten, Scheune teilweise Fachwerk, Zeugnisse des alten Dorfes Lindenau, ortsentwicklungsgeschichtlich von Bedeutung | 09261892 |
|                                         | Wohnhaus in offener Bebauung, mit Anbau und mit Vorgarten | Zschochersche Straße 5 (Karte)                                   | um 1860 (Wohnhaus) | ländliches Wohnhaus, vermutlich Fachwerk-Obergeschoss verputzt, im Ensemble mit Erich-Zeigner-Allee 1, eines der ältesten Gebäude der vorgründerzeitlichen Ortskernbebauung, städtebaulich wichtig, ortsentwicklungsgeschichtlich von Bedeutung Um die Mitte des 19. Jahrhunderts wird das kleine Vorortanwesen errichtet worden sein, die schmale Bauakte setzt mit dem Jahr 1881 ein. 1893 werden ein Besitzer Mamsch genannt und eine Begehung wegen des Neubaus der Straßenschleuse erwähnt. Ab dem 2. Februar 1905 ist Karl Friedrich Mamsch Eigentümer des kleinen Grundstücks, das 1936 von den Mamschschen Erben durch Verkauf an den Leipziger Architekten Franz Otto Jurich überging. In den 1950er und 1960er Jahren wurden die Gebäude von Installateur- und Klempnermeister Hellmuth Mühlich genutzt. Mit der Giebelseite zeigt das zweigeschossige Wohnhaus zur Straße, es ist nicht unterkellert und besitzt einen Flügelanbau. In den Obergeschossen wurden Fachwerkkonstruktionen verwendet, das Dach ist mit Ziegeln gedeckt. Gemeinsam mit dem Anwesen Erich-Zeigner-Allee 1 und den beiden Bauernhäusern Lionstraße 11 und 13 gehört das Grundstück zu den ältesten erhaltenen Baulichkeiten der alten Ortslage des Stadtteils und besitzt somit einen hohen Zeugniswert und Bedeutung für die Ortsgeschichte. Das Grundstück leer stehend noch im April 2017. LfD/2010, 2017 | 09301812 |
|                                         | Mietshaus in offener Bebauung | Zschochersche Straße 10 (Karte)                                  | um 1905, im Kern älter (Mietshaus)                                                                                    | sparsam gestaltete Putzfassade mit Erker, Wand- und Deckenstuck im Eingangsbereich, Windfangtür, baugeschichtlich von Bedeutung | 09261894 |
|                                         | Einfriedung zur Straße zweier Wohnhausgrundstücke | Zschochersche Straße 11; 13 (Karte)                              | 2. Hälfte 19. Jh. (Garteneinfriedung)                                                                                 | ortsbildprägende Natursteinmauer, ortsgeschichtlich von Bedeutung | 09261893 |
| Direkt Bild zu diesem Denkmal hochladen | Kelleranlage des Alten Felsenkellers | Zschochersche Straße 12 (Karte)                                  | 1844 (Felsenkeller)                                                                                                   | stadtteilgeschichtlicher und wissenschaftlich-dokumentarischer Wert | 09301740 |
|                                         | Bibliothek in offener Bebauung, mit seitlicher Einfriedung und Toranlage | Zschochersche Straße 14 (Karte)                                  | 1929 (Bibliothek) | Putzbau mit Klinkergliederung, im Stil der Moderne, Architekt: Otto Fischbeck, baugeschichtlich von Bedeutung | 09261895 |
|                                         | Villa, mit Vorgarten und Einfriedung | Zschochersche Straße 15 (Karte)                                  | um 1845 (Villa) | historisierende Putzfassade, Eckturm, baugeschichtlich von Bedeutung Recht weit von der späteren Bauflucht zurückspringend war wohl 1845 ein mit dem Giebel zur heutigen Zschocherschen Straße stehendes Gebäude erbaut worden. Es zeigte zwei Geschosse und sechs Fensterachsen. Das Parterre des verputzten Wohnhauses besaß Rundbogenfenster. Ab 1872 wurden alle baulichen Arbeiten auf dem Grundstück in eine Akte geheftet, sie setzt mit dem Antrag für ein kleines Hintergebäude für Tischlerwerkstatt und Pferdestall sowie ein separat zu stehendes Privet ein. Entwurf und Ausführung übernahmen die Maurermeister Heinrich und Wilhelm Krobitzsch für K. Meyer. In den Jahren 1873/1874 erhielt das Wohnhaus einen ebenfalls zweigeschossigen Anbau mit Verputz, Stuckdekor im Obergeschoss, Rundbogenfenstern im Parterre und Eckquaderung (Beteiligte wie 1872). Der neue Eigentümer Hermann Weinert ließ 1893 einen Polygonalerker an die straßenseitige Fassade fügen, mit Balkonaustritt im 1. Stock. Dieser Anbau wurde 1895 übersetzt und wie 1893 durch Maurermeister Eduard Steyer ausgeführt. Prägend für das heutige Erscheinungsbild des pittoresken Hauses ist ein 1899 von Architekt Otto Peter zu verantwortender Villenanbau mit Eckturm an der rechten Gebäudeseite. Wenige Tage nach Grundstückserwerb im Mai 1899 hatte dies Fabrikbesitzer Johann Heinrich Grimm veranlasst. Alle Dachflächen blieben schiefergedeckt, der Standerker mit Turmaufsatz wurde über Eck gestellt. Raffiniert schloss sich der schmale Neubau gestalterisch an den Altbau an, übernahmen zudem eiserne Blitzableiter, eine Wetterfahne und ein Ziergitter auf dem First gestalterische Funktion. Veränderungen auf dem Grundstück beinhalteten 1926 die Verlängerung (und den Umbau) des nicht genutzten Waschhauses zu einem eingeschossigen Werkstattgebäude an der rechten Grundstücksgrenze sowie 1966 der rückwärtige Anbau eines Treppenhauses nach Plänen von Bauingenieur Günter Hums. Von Sommer 1936 datiert ein Beschwerdeschreiben der Hauseigentümer Nummer 10, 15, 17 über Rissebildungen an den Gebäuden ihrer Grundstücke, wofür sie die Erschütterungen aus dem Straßenverkehr als verantwortlich anführten. Das sanierte Wohngebäude Nummer 15 (ehemals Zschochersche Straße 3, später Carl-Goerdeler-Straße sowie Philipp-Müller-Straße 15) erfährt zusätzliche Wirkung seiner Architektur durch den großzügigen und mit einigen Starkbäumen herausragend besetzten Vorgarten (unter anderem ältere Robinie, zwei Platanen, Eibe und Magnolie) sowie einer historischen Bruchsteinmauer, aus DDR-Zeiten stammen Toreinfahrt und Garageneinbau im ehemaligen Werkstattgebäude. Für Gebäude und Grundstück der frühen Plagwitzer Ortsbebauung bestehen ein baugeschichtlicher Wert und eine städtebauliche Bedeutung. LfD/2019 | 09261896 |
|                                         | Wohnhaus (mit Wohnungseinrichtung von Erich Zeigner) in ehemals halboffener Bebauung, mit Vorgarten und Garten sowie Nebengebäude im Garten | Zschochersche Straße 21 (Karte)                                  | 1857 (vermutlich) | schlichter historisierender Putzbau, rückseitig laubenartiger hölzerner Eingangsvorbau um 1910, Giebelplakat von 2006 ist kein Denkmal, Wohnhaus des Juristen und SPD-Politikers Erich Zeigner (1886–1949), Oberbürgermeister Leipzigs von 1945 bis 1949, baugeschichtlich und personengeschichtlich von Bedeutung | 09261900 |

## Ehemalige Kulturdenkmale
| Bild                                    | Bezeichnung      | Lage                                | Datierung                                                 | Beschreibung | ID       |
| --------------------------------------- | ---------------- | ----------------------------------- | --------------------------------------------------------- | --- | -------- |
| Direkt Bild zu diesem Denkmal hochladen | Werkstattgebäude | Aurelienstraße 70 (Karte)           | um 1910 (Mietshaus)                                       | Werkstattgebäude im Hof (Putzfassade; bleiverglaste Treppenhausfenster; Werkstatt rote Klinkerfassade) | 09292610 |
| Direkt Bild zu diesem Denkmal hochladen | Mietshaus        | Hähnelstraße 3 (Karte)              | 1867 (Mietshaus); 1887 (Hinterhaus); 1887 (Seitengebäude) | Mietshaus in offener Bebauung mit Hinterhaus und Seitengebäude (Putzfassaden); Dokumente der vorgründerzeitlichen Ortserweiterung und Verstädterung, wissenschaftlich-dokumentarischer Wert, Seltenheitswert                         | 09261373 |
| Direkt Bild zu diesem Denkmal hochladen | Mietshaus        | Hähnelstraße 13 (Karte)             | um 1912 (Mietshaus)                                       | Mietshaus in geschlossener Bebauung (Putzfassade; Terrazzo mit Mosaik im Eingangsbereich; bleiverglaste Treppenhausfenster) | 09261374 |
| Direkt Bild zu diesem Denkmal hochladen | Mietshaus        | Josephstraße 5 (Karte)              | um 1865 (Mietshaus)                                       | Mietshaus in halboffener Bebauung (Putzfassade) | 09298572 |
| Direkt Bild zu diesem Denkmal hochladen | Mietshaus        | Josephstraße 11 (Karte)             | um 1880 (Mietshaus)                                       | Mietshaus in halboffener Bebauung (Putzfassade; einige Winterfenster erhalten) | 09261436 |
| Direkt Bild zu diesem Denkmal hochladen | Mietshaus        | Josephstraße 20 (Karte)             | 1865–1866 (Mietshaus); 1892 (Schmiede)                    | Mietshaus in geschlossener Bebauung mit Tordurchfahrt und Schmiedewerkstatt im Hof sowie ehemals schmiedeeisernem Tor; das Wohn- und Gewerbegrundstück mit Putzbauten von ortsteilentwicklungsgeschichtlicher Bedeutung, Zeugniswert | 09261440 |
| Direkt Bild zu diesem Denkmal hochladen | Einfriedung      | Karl-Heine-Straße 92; 94 (Karte)    | 1900/1910 (Einfriedung); 1900/1910 (Fabrik)               | Einfriedung eines ehemaligen Fabrikgrundstückes in Ecklage Gießerstraße 8/10 (s.: Gießerstraße 8/10) | 09261369 |
| Direkt Bild zu diesem Denkmal hochladen | Mietshaus        | Merseburger Straße 68 (Karte)       | um 1880 (Mietshaus)                                       | Mietshaus in halboffener Bebauung in Ecklage Endersstraße mit Laden und eisernem Tor (Putzfassade) | 09294646 |
| Direkt Bild zu diesem Denkmal hochladen | Doppelmietshaus  | Zschochersche Straße 17; 19 (Karte) | um 1865 (Doppelmietshaus)                                 | Doppelmietshaus in offener Bebauung mit Garten, Vorgarten, Wintergarten, Laube und Einfriedung (Putzfassade) | 09261898 |